# 佛教

释迦牟尼佛在鹿野苑的第一次說法稱為「初轉法輪」，法轮因此成為佛法的代表性幖幟。八根輪輻代表八支正道

佛教旗

佛教，也称为佛陀法（Buddha Dharma），或者简称佛法，本意是佛的教导的总称，起源于古印度，為約公元前6世紀古印度迦毗羅衛國（今尼泊尔、印度邊界間靠近尼泊爾）的王子悉達多·喬達摩创立。他於35歲觉悟宇宙人生真理而成佛(佛是觉悟者的意思）。佛陀教导说，“苦”（dukkha，字面意思为“痛苦或不安”）与执着或攀附并存，但也有一条通向觉醒和完全解脱苦的修行道路。佛教的核心教义包括四圣谛（苦、集、滅、道）、八正道(正見解（正見）、正思惟、正語言（正語）、正行為（正業）、正生活（正命）、正精進、正意念（正念）、正禪定（正定）)，以及缘起、业力和三法印的教义，加上六度；布施，持戒，忍辱，精進，禪定，智慧。其他常见的教义元素包括三宝、出家誓愿和圆满修行（波罗蜜）的培养。
佛教经典浩如烟海，包含许多不同语言的经典合集（如梵文、巴利文、藏文和中文等）。佛教各宗派在解读通向解脱的道路以及不同佛教经典的相对重要性和“经典性”上存在差异，且各自的教义和修行实践也各不相同。学者们普遍承认两大现存的佛教分支：上座部佛教（Theravāda，字面意思为“长老之学”）和大乘佛教（Mahāyāna，字面意思为“伟大的车辆”）。上座部佛教强调涅槃（nirvāṇa，字面意思为“熄灭”）的获得，作为超越个体自我、结束生死轮回（saṃsāra）的方式，而大乘佛教则强调菩萨理想，认为修行者应广度众生，为一切有情众生的解脱而努力。此外，金刚乘（Vajrayāna，字面意思为“无毁的车辆”）是一种融合密宗修行技巧的教义体系，可能被视为大乘佛教中的一个独立分支或传统。
佛教发展至現代，成为世界三大宗教之一。佛教对於世界上，尤其是東亚、中南半島的文化具有深刻的影响，此外對中亚、南亞、南洋群島地区的文化亦曾具有广泛的影响，现則正向欧洲、非洲、北美洲發展。佛教經歷史發展，自印度通過南、北兩條线路往世界傳播，因而有南传佛法和北传佛法之说。現代存在南傳佛教這支路徑主要傳播的是上座部佛教的教義（這派以聲聞乘的教法為主，但也有若干菩薩乘的教法，參見南傳菩薩道），北傳佛教這支路徑主要傳播的是大乘佛教的教義，其中與北傳佛教的傳播路徑所相應的大乘佛教的內容，又可再細分為漢傳佛教（大乘佛教，或稱顯宗）以及藏傳佛教（或稱密宗）；故也有南傳佛教（上座部佛教）、漢傳佛教（大乘佛教）、藏傳佛教（從大乘佛教之中再特別析分出祕密大乘佛教）三分法。佛教這幾（不論依照二分法或三分法的）大教派內又各有諸多宗派；南傳佛法體系主要以追求成為阿羅漢爲修行目標，北傳佛法體系則以追求成佛為修行目標。佛教各派並公認，修行人不論是證得佛或阿羅漢或辟支佛，皆能解脫生死輪迴，皆屬於達到涅槃的境界。
創教者爲生於印度文化區的古人悉達多·喬達摩，通常在南傳佛教稱其為喬達摩佛、在漢傳佛教則尊稱其為釋迦牟尼佛。「釋迦牟尼」的構詞本身指涉悉達多·喬達摩的背景，意謂「釋迦族的聖人」。至於「佛陀」，它的意思爲覺者、覺悟者，在中文的廣義上也包含三世諸佛。佛教的本意是佛陀的教育，而少有繁杂宗教仪式，比起其他宗教教義更像是一種哲理，這是由於原始佛教的概念中，並不崇拜天神 ，反對迷信（《卡拉玛经》）。佛教认为，需要深刻了解苦（duḥkha），苦怎么产生（12因缘）和灭苦之道（八正道），需要了解無常（anicca）和無我（anattā）和涅槃寂静。佛教的根本内容之一就是《四圣谛》：苦集灭道。
佛教在歷史上對世界文化和人类文明做出了不可磨滅的貢獻。佛教重視人類心靈和道德的進步和覺悟。佛教中的成就，是利益眾生，不是一般理解的成就自我，以及擁有名聲、掌握權力、累積財富等等。。
按照佛教的觀點，人和所有六道眾生 （天人，阿修罗，人，畜生，鬼道，地狱）一樣，沉淪於苦迫之中，並不斷的輪轉生死，惟有斷除無明，熄灭贪、嗔、痴三毒，这样的人才能出離三界，不再輪迴。佛教徒修习佛法的目的，在于解脱生死轮回，脱离苦海，自度度他。實踐悉達多教导的四聖諦，看透生命和宇宙的真相，斷盡一切煩惱，最終超越生老病死和所有苦，結束六道輪迴，得到究极解脫，進入涅槃的境界。
2010年普查显示全世界约有5億佛教徒。21世紀世界佛教徒的人口分佈是：漢傳佛教地區67.3%（3.6億人），南傳佛教地區28%（1.5億人），藏傳佛教地區3.4%（1800萬人信仰），亞洲以外地區1.3%（700萬人）。

## 出现背景

### 古印度的社會階級制度
佛教出现之前，印度的宗教信仰主要由婆罗门教（即吠陀教）主导，强调祭祀和仪式，尤其是由婆罗门阶层主持的大规模祭祀活动。印度的宗教生活是以祭祀为核心，祭品（如牛、羊等动物）在祭坛上献给神灵，以获得神灵的保佑。婆罗门教的经典《吠陀》是这一时期最重要的宗教文献，它包括了大量的仪式、咒语、诗歌以及关于宇宙、神祇和人类灵魂的哲学思考。通过这些经典，婆罗门教强调了宇宙的秩序（律法）和神明的威严，祭祀仪式则被认为是保持这种宇宙秩序的重要手段。婆羅門教信奉神靈——即三大主神：創造萬有的梵天（Brahmā）、保護神毗濕奴（Viṣhṇu）以及破壞、再生和舞蹈神濕婆（Śiva），認為祂們主宰一切。
婆羅門教認為古印度社會所有种姓都由梵天身體所生；婆罗门由頭部或嘴部生成，故地位最高；剎帝利由雙臂生成，地位次於婆羅門；以此類推。由於種族等級森嚴，社會分工、文化教育等的長期巨大差異，古印度社會漸漸分化成了婆羅門、剎帝利、吠舍以及首陀羅等四種非常不平等的階級，實際上是一套血統論社會等級制度，稱為種姓制度。其中婆羅門主要從事祭祀，剎帝利世襲軍政，吠舍經營工农商手工业等，首陀羅則為貧窮的自由民，从事更为低贱的职业。除此之外還有在四种姓外的“賤民”阶层，地位更低，被稱為“不可接觸者”。根據唐代玄奘法師的名著《大唐西域記》的記載：“其婆羅門，學四吠陀論。一曰壽，謂養生繕性；二曰祠，謂享祭祈禱；三曰平，謂禮儀占卜，兵法軍陣；四曰術，謂技能伎數，禁咒醫方。”
種姓制度帶來的諸多不幸引發了人們對於社會現狀革新的思潮，史稱「沙門新思潮」（梵文：śramaṇa），其中就包含了宗教改革的佛教。

### 沙門思想
在西元前六世紀到五世紀，印度社會生產力上升，足夠支撐大量出家沙門不事生產，思考和追求宇宙真理，這些沙門由俗家民眾供養飲食和用具；同時印度處在熱帶環境，蔬果較多且四季常有，容易取得，也爲沙門的飲食提供了便利和保障。在這種條件下，“沙門新思潮”得以迅速發展，出現了各種非婆羅門思想，主要有以下幾個流派：
| 六師     | 中心思想                                                                                       |
| -------- | ---------------------------------------------------------------------------------------------- |
| 富蘭那派 | 道德虛無論者，認為人所造作種種業行不帶來善、惡之業報，又認為不須要實行道德的善法就可獲得解脫。 |
| 莫加梨派 | 宿命論者，認為苦樂都是定數，愚者和智者，都經歷八萬四千大劫後而解脫。                           |
| 散若夷派 | 不可知論者，對於超驗事物持不可知主義，即不說：是這樣或是那樣，也不說正確，不正確。             |
| 阿耆多派 | 唯物論者，生命以色身為主體，人死亡之後，身體便逐漸敗壞，終究消散無餘。                         |
| 迦羅鳩派 | 原子論（aṇu vāda）者，提出七元素說（地、水、火、風、苦、樂、命）。                             |
| 尼乾陀派 | 非絕對論（又稱非一邊論）者，耆那教的祖師，以盲人摸象為喻，進而發展為對事物的判斷採用七值邏輯。 |

## 历史

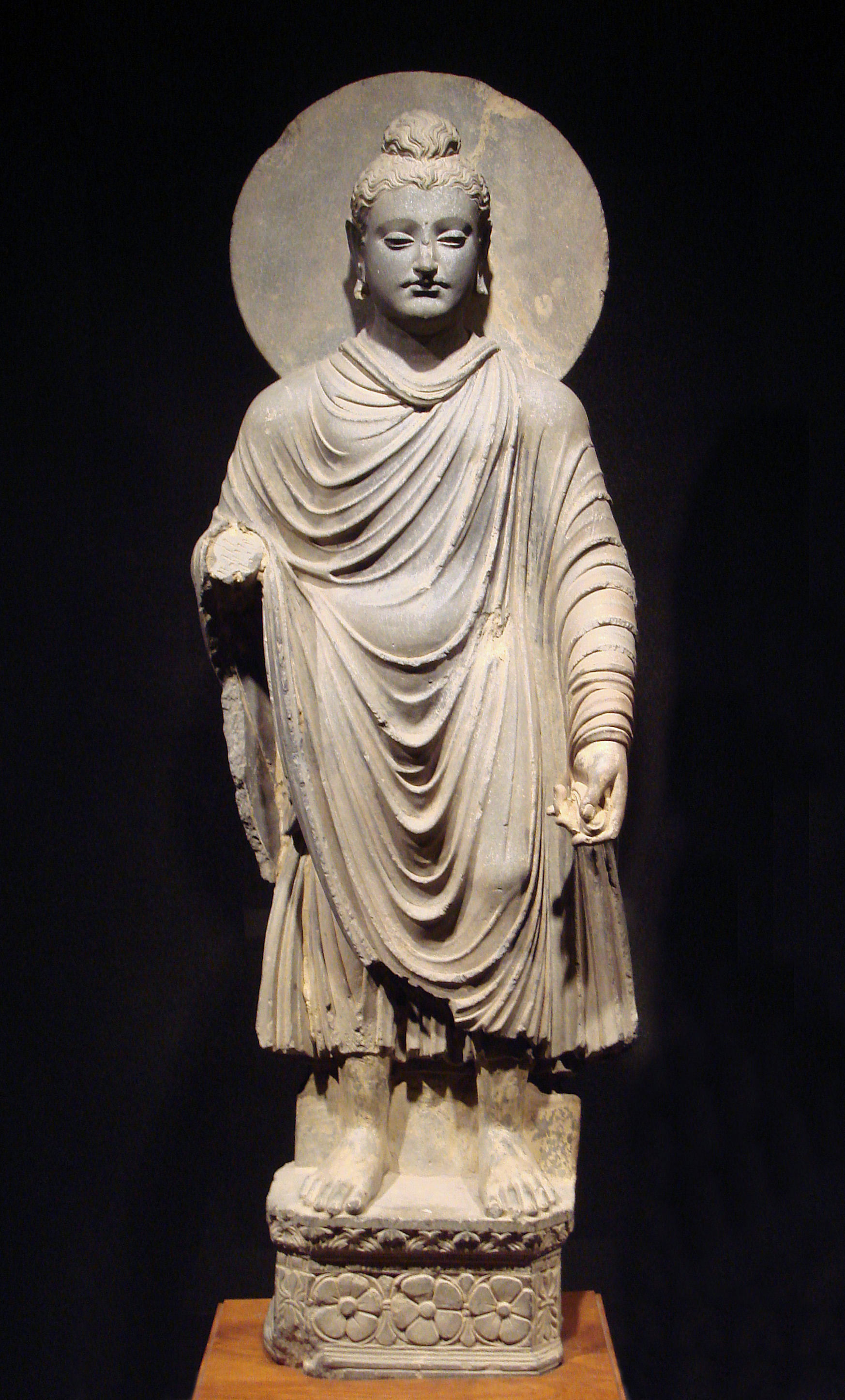
犍陀羅的释迦牟尼佛像

釋迦牟尼佛（佛陀）本名悉達多·喬達摩，出生於今天尼泊尔境内，屬於印度文化圈的一部分，和其他受印度文明影響的地方擁有相同的社會等級、宗教文化。關於悉達多太子的生年年代，南传和北传的佛教有不同说法。据汉译《善见律毗婆沙》“出律记”，推断为公元前565年至公元前485年。南传佛教或认为是公元前623年至公元前544年，一说是公元前622至公元前543年。他出生于5月的一个月圓之日，是统一的说法。
悉達多·喬達摩甫一誕生，就被阿私陀仙人等八个婆罗门用神通觀見并預言將成為一代轉輪聖王，或者出家成道爲最尊貴的悟道者。他的父王為了避免他出家，在王城中驅逐一切可以看見的痛苦、醜陋的事物，而留下欲樂、美好的事物。然而悉達多終究出游見到了老人、病人、死人，察覺到人世無常，又見到修行的沙門莊嚴相好，便決定放棄王室繼承人身份和尊貴生活，出家禪修悟道。在經歷多年辟穀苦行和禅修后，一直没有彻底觉悟。后来听到恒河中一船上乐师对他徒弟的教导（调琴的弦不能太紧也不能太松，才能弹出美妙的音乐）后，他悟到要走中道，从而接受了牧羊女的供养，喝了羊奶，恢复了力气，然后入四种三昧定中观十二因缘，又在大败魔军的滋扰後，最终於35歲時在毕钵罗树（後被信徒尊爲菩提树）下得无上正等正觉而成佛，號稱釋迦牟尼佛。之後他走遍恆河兩岸和古印度广大地区，向人們宣讲自己發現的甚深真理，漸漸吸引越來越多的人聽取他的教法，并接受一些人出家跟隨他，由此建立了僧團。這其中，當初跟隨剛出家的悉達多修行的五位大臣接受了悉達多成爲佛陀後的教導，成為首批比丘，亦即首批僧伽。佛陀認為眾生平等，反對種姓制度，慈悲平等地向社會各階層和各身份的人宣講妙法。他在其後的幾十年中四處遊行，招收了許多弟子，一些有修证的弟子也到各地弘扬佛法，佛教影響逐漸擴大。佛陀在80歲的高齡時逝世（佛教称之为般涅槃）。依照佛教教義的觀點，悉達多·喬達摩因為已經證道解脫生死，在他證道當世尚有餘生的階段稱為他是在有餘涅槃的狀態，在成佛的當世壽盡逝世而歸於寂靜後，他已經不再有無盡輪迴中餘下的來生，則屬於無餘涅槃狀態。
佛陀圓寂後，關於佛法的內容範圍，在近代之前歷經四次所謂的（佛教界僧團進行的）集結——然而獲得佛教界全體各個宗派一致認同的僅爲前兩次，後兩次集結的內容未獲全體各個宗派一致接受。另外南傳佛教界在近現代另有兩次集結，就此而言，在佛教史上可合稱六次集結，但近現代舉行的這兩次未得到北傳佛教認可——由此佛教的經典基本成型。後僧團分裂爲多個部派，各自發展，慢慢融合，大致有了從大眾部演變的大乘佛教及上座部演變的南傳佛教；從孔雀王朝開始，佛教分別向南北兩個方向傳播。南傳佛教（現稱为上座部佛教）經由錫蘭傳播到東南亞一帶，主要影響東南亞的中南半岛等地。北傳佛教（主要为大乘佛教）經喀什米爾到達新疆，早在1世纪的东漢時佛教就傳入中國，後又傳入朝鮮半島、日本；北傳佛教於8世紀正式傳入印度北鄰的西藏；至此，北傳佛教再細分为汉传佛教和藏傳佛教两支。藏傳佛教對西藏人民的生活文化有着極大的影響，後來又傳入蒙古和中国东北等地區。到16或17世紀，藏傳佛教在遠東各地已奠定了根基。

## 佛教發展和傳播時間表
| 佛教傳承的發展和傳播時間表 （約公元前450年–約公元1300年）           |             |             |                |                |              |              |             |             |            |            |            |
|                                                                     |             |             |                |                |              |              |             |             |            |            |            |
|                                                                     | 公元前450年 | 公元前450年 | 公元前250年    | 公元100年      | 公元100年    | 公元500年    | 公元500年   | 公元700年   | 公元800年  | 公元800年  | 公元1200年 |
|                                                                     |             |             |                |                |              |              |             |             |            |            |            |
| 印度                                                                | 初期佛教    |             |                |                |              |              |             |             |            |            |            |
| 印度                                                                | 初期佛教    | 部派佛教    | 部派佛教       | 部派佛教       | 部派佛教     | 大乘佛教     | 大乘佛教    | 金剛乘佛教  | 金剛乘佛教 | 金剛乘佛教 |            |
| 印度                                                                | 初期佛教    | 部派佛教    | 部派佛教       | 部派佛教       | 部派佛教     |              |             |             |            |            |            |
| 印度                                                                | 初期佛教    |             |                |                |              |              |             |             |            |            |            |
| 印度                                                                | 初期佛教    |             |                |                |              |              |             |             |            |            |            |
|                                                                     |             |             |                |                |              |              |             |             |            |            |            |
| 斯里蘭卡及 東南亞                                                   |             |             | 南傳上座部佛教 | 南傳上座部佛教 |              |              |             |             |            |            |            |
| 斯里蘭卡及 東南亞                                                   |             |             |                |                |              |              |             |             |            |            |            |
| 斯里蘭卡及 東南亞                                                   |             |             |                | 南傳上座部佛教 |              |              |             |             |            |            |            |
|                                                                     |             |             |                |                |              |              |             |             |            |            |            |
| 中亞                                                                |             |             | 希臘式佛教     | 希臘式佛教     | 希臘式佛教   | 希臘式佛教   |             | 藏傳佛教    | 藏傳佛教   | 藏傳佛教   | 藏傳佛教   |
| 中亞                                                                |             |             |                |                |              |              |             | 藏傳佛教    | 藏傳佛教   | 藏傳佛教   | 藏傳佛教   |
| 中亞                                                                | 絲路佛教    |             |                |                |              |              |             | 藏傳佛教    | 藏傳佛教   | 藏傳佛教   | 藏傳佛教   |
|                                                                     |             |             |                |                |              |              |             |             |            |            |            |
| 東亞                                                                |             |             |                | 北傳部派佛教   | 北傳部派佛教 | 北傳部派佛教 | 天台宗 禪宗 | 天台宗 禪宗 | 密宗       | 密宗       | 密宗       |
| 東亞                                                                |             |             | 淨土宗 日蓮宗  |                |              |              | 天台宗 禪宗 | 天台宗 禪宗 |            |            |            |
|                                                                     |             |             |                |                |              |              |             |             |            |            |            |
|                                                                     | 公元前450年 | 公元前450年 | 公元前250年    | 公元100年      | 公元100年    | 公元500年    | 公元500年   | 公元700年   | 公元800年  | 公元800年  | 公元1200年 |
| \| \| 圖例: \| \| = 上座部傳承 \| \| = 大乘傳承 \| \| = 密教傳承 \| |             |             |                |                |              |              |             |             |            |            |            |
|                                                                     | 圖例:       |             | = 上座部傳承   |                | = 大乘傳承   |              | = 密教傳承  |             |            |            |            |

## 主要思想

### 輪迴
佛教認為一切未解脱的有情眾生都在天道、阿修羅道、人道、 畜生道、餓鬼道和地獄道這六道裡生死流轉，而南傳佛教只分五趣，把六道中的阿修罗道放入天道或着鬼道，或部分放入天道且部分放入鬼道。因为眾生贪嗔痴三毒不断，所以眾生輪迴無有止境。並認為無止盡的煩惱是苦。苦，具体来讲，有八苦（生苦、老苦、病苦、死苦、怨憎會苦、愛別離苦、所求不得苦、略五盛陰苦／五蘊熾盛苦）。

### 開悟
佛教的修行目的就是為了從六道輪迴中解脫而脱离苦海，达到涅槃。“从‘轮回’中‘涅槃’从而‘解脱’”是印度教、耆那教等印度诸宗教的共同概念，但具体内涵不同。修行方法途径也不同。

### 涅槃
分為有餘涅槃與無餘涅槃。又稱有餘依與無餘依。依者，有漏之依身。煩惱永盡，已斷生死之因，然猶餘有漏依身而色心相續，稱為有餘涅槃；更灭依身無所餘者，稱為無餘涅槃。此二種涅槃，同為一體，然無餘涅槃之現，在於命終之時。［大智度论卷三十一、胜鬘宝窟卷下本］。所以涅槃中永遠沒有生命中的種種煩惱、痛苦，二乘佛教的見解是從此不再受後有，意指不再有來世，不再受三界生死輪迴。

## 基本教義
释迦牟尼佛的言教：虽然在当时此世界（地球上)，只有释迦摩尼一人是佛，但在其生前，这个世界曾经有佛出生，而未来也将有佛出生，现在的他方世界也有很多的佛存在。故佛教不以为佛陀是独一无二的。佛教承认过去、现在和未来，都有着无数的佛陀，且相信所有的人，所有的有情众生，不论现在信佛与否，将来也都有觉悟成为佛陀之可能。佛教相信佛陀是已觉悟的众生，而众生则是尚未觉悟的佛陀。在境界上，凡人与圣人虽有所不同，但于佛性上是一律平等的。佛教并不将佛陀当做唯一的神来崇拜，有人说佛陀以及佛教徒是无神论者。其实佛教是承认诸神（天神等）的存在的。
佛教的教理、教義深宏廣博，言語只能譬喻，難以闡明，體驗者自能深知真實不虛。對佛教教義作最簡單的總結則是，佛陀的教育出發點只有一個——苦的止息，趣（趨）向涅槃寂靜。就細而言，佛教的共同承認的基本教義爲三法印（或三相）、四諦、八苦、十二因緣、四念處等，又有《七佛通誡偈》——“諸惡莫作，眾善奉行；自淨其意，是諸佛教。”的概括。在大乘佛教中，又有四法印的說法。
所謂苦，有八苦：一生苦、二老苦、三病苦、四死苦、五所求不得苦、六怨憎会苦、七爱别离苦、八苦受阴苦。因為一切有為法終將消亡，所有的存在都是因緣和合的表現，缘起時則生存，缘尽時則消亡，故萬物都是暫時的、可分離的、沒有永恒實體的，即所謂空性（並非空无不存在，而是性空，性質是空的），而一旦執著攀緣認為是永遠的、不可分離的、有實體的，則終會在萬物毀滅時感受到痛苦。眾生因為一念無明，執著於虛幻，執著心如水流相續不息，故痛苦地沉淪在生死輪迴不能出離。為了滅除苦的發生，脫離六道輪迴，佛陀闡述了解脱道、菩薩道兩大修行之道，解脫道修行的是不成佛的解脫生死之道，菩薩道修行的是成佛的解脫生死之道。解脱道包括聲聞乘、緣覺乘，聲聞乘是以修成聲聞四果的阿罗汉為修行目標，緣覺乘是以未來在無佛之世修成辟支佛為修行目標。走菩萨道的菩薩乘修行者則需發願未來在無佛之世成佛，願意歷經三大阿僧祇劫的時期長度，期間不断在六道生死輪迴，以四摄六度普濟众生，並逐漸累積達到足量的波羅蜜，最終證得至高無上的正等正覺，成為天人師、佛、世尊兼阿羅漢（參見如來十號）……等等資格於一身。北傳佛法體系中有極為大量的菩薩道內容，南傳佛法體系中亦有南傳菩薩道，但內容比北傳簡單許多，兩教派之間亦有一些细节說法存在不同，但主体是一致的。北傳佛法體系中的菩薩乘之中還有一些分支內容，認為無需歷經三大阿僧祇劫的修行，而講求頓悟成佛或即生成佛，這兩種速成方法分別是漢傳佛教禪宗或藏傳佛教密宗（所謂的金剛乘）大圓滿法中的主要法理、教義。
離苦的修行方法具體來說有很多，可以概括爲戒、定、慧三學、八聖道和三十七道品。

### 三法印、三相
三法印是：「諸行無常印、諸法無我印、涅槃寂靜印」。
北傳佛教主張凡符合此三原則的，便是佛正法，有如世間印信，用為證明，故名法印。南傳佛教說諸行有三相，就是無常、苦、無我，而不說三法印，其實概念相差無幾。涅槃不是諸行所以涅槃沒有無常和苦，不過因為「諸法無我」所以涅槃也是無我。
- 諸行無常：是說一切世間法無時不在生住異滅中，過去有的，現在起了變異，現在有的，將來終歸於滅；
- 諸法無我：是說在一切有為無為的諸法中，無有我的實體；所謂我的存在只是想像出來的不合現實的主觀概念。
- 涅槃寂靜：是說涅槃解脫的境界，滅除一切生死的痛苦，無為安樂，故涅槃是寂靜的。涅槃是梵語音譯，意譯就是止息、熄滅、寂靜。

### 四聖諦
根据佛教傳統，四聖諦（苦集灭道）學說是部派佛教的教義核心。這裡的諦的意思是真諦、真實，即真理。
1. 苦諦：有八种苦（生苦、老苦、病苦、死苦、求不得苦、怨憎会苦、爱别离苦、五阴盛苦）。佛教認為人生在世，谁也免不了生老病死等苦。這些苦難不會因為人死亡結束，因為人死之後不是徹底消失，仍然會輪迴不息，不論在地獄、人間還是天堂，苦總是存在的，只是程度不同罷了[21]。佛教還認為，世間的物質和心理都是變化不定的，這叫做無常。對眾生來說，对世间事物有贪、嗔恨、痴等无明执着，而世间事物也是無常敗壞法，这些造成身心的熾燃大苦，因此說無常故苦。
2. 集諦：集諦是講苦是怎么產生的[22]。佛教認為世上沒有無因之果，也沒有無果之因。有情眾生之所以會受苦，在於因無明而於六根觸受起愛執，而導致後有生死轮回的純大苦聚集，這個過程稱為十二緣起。
3. 滅諦：又名尽谛，灭谓灭二十五有，寂灭涅槃，尽三界结业烦恼，永无生死患累。佛教認為只要是輪迴，就無法避免會受苦。有情眾生要想從苦中真正地、徹底地解脫出來，只有脫離輪迴這一個辦法。[23]
4. 道諦：為了脫離輪迴，必須進行修行。佛陀給出的方法主要為戒、定、慧三學。依八聖道、三十七道品，便可以達到涅槃，永遠從輪迴中解脫出來，证得阿罗汉果。[23]

### 十二因缘
十二缘起明确地讲述了三世因果的关系。佛教認為，世間萬法都是依因緣而生，依因緣而存在。世上沒有不依靠其他事物而獨立存在的東西，任何事物都是因緣合和而成；沒有什麼東西能夠不受其他事物的影響，也沒有什麼東西能夠不影響任何其他事物；任何事物都有前因，也有後果，而這種因果關係構成了一個無始無終的鏈條。且依因緣而生之一切，也隨著現象的生起，而損耗其賴之生起的因緣，是故世間一切皆無法恆常。十二因緣具體內容：“無明緣行，行緣識，識緣名色，名色緣六入，六入緣觸，觸緣受，受緣愛，愛緣取，取緣有，有緣生，生緣老病死憂悲惱苦”，其中：
- 前世由「無明」愚痴引发「行」业力，然后进入下一世。
- 六入處所引發的運作稱為「觸」，由觸引發苦受、樂受、不苦不樂受，及聯想和意志行為。
- 由樂受引發貪愛，苦受引發排斥，此為「愛」。由愛則覺得五蘊是自己所擁有，進而誤以為有我，此種執取稱為「取」，同「行」的定義。
- 由取而引發「有」，有的意義即為「識緣名色、名色緣識」的循環。這部份為「無明緣行，行緣識，識緣名色，名色緣識」的具體展現。
- 有「識緣名色、名色緣識」的循環，即稱為「生」，由生則不可避免的遭遇生命中種種痛苦，乃至於死亡。

修四念處修到斷除無明後就會斷除十二因緣链接中后面的部分，从而結束輪迴。

### 四念處
四念处是指四个安顿心念的处所。要义为如实观察，即如实观身、如实观受、如实观心、如实观法。四念处也可为“观身不净、观受是苦、观心无常、观法无我”。不管是要成為佛、辟支佛、佛的阿羅漢弟子都必須修四念處，如實覺知五蘊的剎那生滅及無常、苦、無我才有辦法證悟四道、四果、涅槃、斷除所有煩惱脫離輪迴。

### 菩薩道
上座部佛教《南傳菩薩道》：
- 聲聞道必須發願成為佛的聲聞聖弟子，累積十波羅蜜，經由聽聞佛法修四念處如實覺知五蘊的剎那生滅[26]及無常、苦、無我[29]然後證悟四道、四果、涅槃，四個道智會按照次第斷除对三界的所有貪愛，最後會脱离三界轮回，成為無漏的阿羅漢弟子。
- 獨覺道必須發願成為獨覺，累積十波羅蜜修行最少兩大阿僧祇加上十萬大劫[30]，辟支菩薩在最後一世前修四念處最多只會證得第十一觀智行捨智不會覺悟不會證得四道、四果、涅槃，辟支菩薩在最後一世無佛教時代會自修四念處如實覺知五蘊的剎那生滅及無常、苦、無我，然後無師自悟自證四道、四果、涅槃成為辟支佛。
- 菩薩道必須發願成為佛，修行修到被佛授記未來成佛才能稱為菩薩，菩薩必須累積十波羅蜜修行最少四大阿僧祇加上十萬大劫[31]，菩薩必須修四念處才有成佛的機會，不修四念處就無法成佛[32]。菩薩在最後一世前修四念處最多只會證得第十一觀智行捨智不會覺悟不會證得四道、四果、涅槃，所以菩薩在最後一世成佛前是沒覺悟證果的「凡夫」[33]。菩薩在最後一世無佛教時代會自修四念處如實覺知五蘊的剎那生滅及無常、苦、無我，無師自悟自證四道、四果、涅槃成為佛[34] 。

北傳佛教菩薩道：
大乘佛教的菩萨道以六度（六波羅密：布施、持戒、忍辱、精进、禅那与般若，也有十波羅密）四摄为主，以三大阿僧祇劫時間累積福德、智慧，饒益眾生（自度且广度众生），最終证得无上圆满的佛菩提。对於發心修大乘者，需勉励行持善法，令菩提心不退失。
上面大乘佛教菩萨道中的六度（六波罗蜜），也是南传佛法中的内容，没有区别。关于大乘佛法与小乘佛法的区别，有人说：修四圣谛和三十七道品是小乘，修六度四摄是大乘。这说法不准确甚至是错误的。有人认为，大乘佛教应该以小乘佛教为基础，即修四圣谛，三十七道品，然后广度众生，才可说是大乘。

## 佛教世界观
佛教世界观沿革自婆罗门教，佛陀用一切知智如实观见世界的过去、现在、未来的样貌，并向人们宣说。佛教认为有情众生处于六道轮回，有天界，人道，畜生道，地狱道和鬼道等众生。世间是无常变化的，世界万法是因缘和合而成，也会由于因缘而灭。万法是没有一个固定永恒的实体的，即“无我”。按照一定的方法修八正道、三十七道品，就可以解脱轮回，脱离苦海，达到涅槃解脱境界。 

### 世界
众生无止息地造业，有因就有果，善业必有善报，恶业必有恶报，谓之业力和因果。因众生共同的业力（共业），形成了世间，因为众生各自造业情况不同（个业），受报和感受到的样子又各有不同。
世间分为有情世间和器世间，其中按环境和众生的心态行为特征又分为三界——欲界、色界（无欲但有物质色身）、无色界（色身亦无，只有意识存在）。有情世间即六道众生，通俗讲就是生命体，看得见看不见的都属於此。器世间即器物、山水、国土等非众生类。
所谓世界（梵语：lokadhatu）即世间。一个小世界裡有一座须弥山，世界围绕须弥山而安立，周围有四大部洲和九山八海。须弥山下是地狱，往上及上部虚空是人间、欲界天、色界天。一千个小世界为小千世界，一千个小千世界为中千世界，一千个中千世界为大千世界。小千世界、中千世界、大千世界合稱「三千大千世界」，並非說“三千個大千世界”。大乘佛教认为有无数无量的佛陀在各自的三千大千世界中出世和度化众生。
佛教中提到我们人间有四天下（《长阿含经》），有四大部洲（如东胜神州，南赡部洲）。有人说現在所居的地球位於娑婆世界的南方南赡部洲（又译为阎浮提洲），也有人说须弥山也许就是喜马拉雅山或者岡仁波齊山，中国位于南瞻部洲等。

### 起源
《起世经》中描述了世界的起源。
世界的起源并非由任何创世神所造，它是由众生共业感召而得。所有事物都有成住坏空四个阶段，又称为成劫、住劫、坏劫、空劫，意为生成、维持、崩坏、消亡，然后一次次轮回。我们的娑婆世界也是如此。无始劫来，娑婆世界毁灭後又重生，重生又毁灭。就时间来说，过去叫庄严劫，现在叫贤劫，未来叫星宿劫；贤劫有千佛出世，释迦牟尼佛之前的佛陀为迦葉佛，依次前推有过去七佛之称，之後的佛陀为弥勒佛——大乘佛教《弥勒上生经》认为弥勒菩萨目前住在兜率陀天内院净土等待下生成佛；每个小劫又有增劫、减劫之分，所谓增减，是谓人的寿命，以此推断时间。目前处在贤劫的住劫阶段的减劫。
世界当处在坏劫时开始毁坏，由火、水、风三大灾依次破坏。火灾时七轮太阳当空，欲界与色界初禅天悉烧成灰烬；水灾时雨水、“沸灰”（猶如硫酸可腐蝕）不断，洪水泛滥，二禅天悉被浸没；风灾时巨风旋刮，三禅天悉被飘散。四禅天以上则不受影响，而二禪天的光音天则不被火灾影响。当火灾开始时，众生见到大灾现前，悉皆忏悔过往恶业，开始修十善，因善业故悉皆往生到光音天。成劫时，世界初成，自三禅天而下次第生成，直至器世间成立风、水、金三元素（轮），于金轮上生成须弥山、七金山、四大部洲等。光音天人依次下生到各界，最後至人间。
最初，下生人间的天人尚有神通，可以飞天。因共业现前，地上自然长出叫「地肥」的味美之物，有人食之而喜，常来採食，故这些人身体逐渐粗厚，不复光明，神通消失，不再如天人以喜悦意念为食，而必须以地肥为食，久後面目變醜；有的光音天则因食用较少，仍保持天人的模样。这样就有了美醜之分，并有了嫉妒心和傲慢心。此後，地肥逐渐消失，地上又生出粳米，人们便以粳米为食。时间一长，有些欲望較重之人转生爲女身，人间又有了男女之分，且男女间产生情欲。開始人们厭惡情愛之事，但凡有行慾者，人共驅逐，被逐者三個月過後才能返回群體中；後來，縱慾者漸多，人們建築房屋以為遮蔽，不令人看見，女人此時開始懷孕，人類出生的方式從自然化生變為懷孕胎生。人类越生越多，粳米不够採食，人們爭相囤积，粳米變少，地上生出了糠秕之米。人們為了長久有米可食，便劃分田產用於種植。又有人蓄藏销售，有人抢夺，而必须靠义人裁断，另一些看到人性變惡生出厭離心，便出家修禪，也有不坐禪而喜好傳講經典，祭祀天地者。於是就有了商人、农人、長老、祭司等職業之別（经中用印度种姓来表述，当为譬喻），又由此成立王室和国家。又因为人类造业反復，又有了畜生道、饿鬼道、地狱道的生成。至此，世界终成。

## 佛教經典
佛教典籍最初來自佛弟子的集結。集結成的「經藏」又名「素怛纜藏」。「律」音譯為「毘尼」，故「律藏」也可稱為「毘尼藏」；「論藏」音譯為「阿毘達磨藏」。佛教各部派所傳的早期經藏、律藏內容相似，而論藏則不同。
上座部佛教《巴利律藏》記載佛宣說論藏，巴利經藏記載佛世有「阿毘達磨、阿毘毘奈耶」的說法，小部本生經記載菩薩曾經追隨憍陳如佛、弗沙佛、迦葉佛出家學習論藏阿毘達磨，菩薩成佛後第四七日後花了七天在菩提樹之西北方的「寶之家」思考論藏阿毘達磨的內容。學術界對早期集結是否包括論藏並無定論。多數學者認為，阿毘達磨是對經藏教義的逐步發展，解釋，進一步闡述，組織和系統化。經律中「阿毘達磨」經常與「阿毘毘奈耶」一起出現，但這個術語並不一定指現在標準化的論藏。學術界普遍認為初期佛教典籍可能包含了佛陀的話，也有學者主張其大部份內容是佛陀的話。
廣義的佛教典籍包含了注疏、佛教史傳、佛教目錄、佛教著作等多方面內容，中國將這樣的佛教廣義佛教經典的匯總成為「大藏經」，或一切經。藏傳佛教將經典劃分為甘珠爾、丹珠爾兩部。南傳佛教則使用三藏的名稱。由於在稱呼上各地不同，所指也有微妙差別，所以在翻譯上中國習慣使用《大藏經》翻譯其他系統佛教的經典，如稱呼南傳佛教經典為《巴利大藏經》等，而歐美學界經常使用三藏的稱呼（也有采用日文「大藏經」的音譯稱呼者，但相對較少）。在佛典中明確說明，佛陀允許弟子使用方言傳授佛法和記誦經典。學術界對於佛經歷史版本的研究，著重於佛經在流傳中的變化，以及哪些是佛陀時代的教法，哪些是後來的發展。

## 信徒与称谓

### 信徒分類
佛教徒可分為出家眾和在家眾。出家眾再細分出比丘、比丘尼、沙彌、沙彌尼、式叉摩尼，稱五眾；在家眾依照性別可分為優婆塞﹝男性﹞、優婆夷﹝女性﹞等二眾。兩者合稱七眾。

### 僧人形象

#### 衣著
袈裟（梵语：kāṣāya; 巴利语：kasāva），意译坏色衣、不正色，因佛陀规定袈裟不能染为正色（亮色、纯色）而得名；又称为福田衣、田相衣，以袈裟上的分割方块似田界而得名，又喻众生见福田衣知是出家人，心生欢喜，愿意供养，培植福田。
有大中小三件，大者名僧伽梨又名九条衣、大衣，中者名郁多罗又名七条衣，小者名安陀会又名五条衣。为不同场合所穿着，合称三衣，出家人的戒律中有「三衣不离身」之说，传统佛教的僧人要随身携带三衣。
袈裟沿革自印度，故继承了印度传统服装偏袒右肩的样式，是非常明显的特征，佛说三世诸佛都是穿着同样样式的袈裟而成佛的。现今南传佛教的袈裟仍为日常穿着，不同国家的传承略有样式上的区别。而佛教初入汉地时，汉人将其改良为和传统服装汉服相配合，袈裟逐渐成为表法，只有法会时才穿着；不过，宣化上人也批评出家人不着袈裟的现象，而在他的道场万佛城嚴厲推行袈裟不离身的祖制。在藏地，袈裟也根据当地风格有些变化，不同的教派的袈裟也有颜色上的区别；漢傳袈裟傳到日本後，因為歷史原因，還發展出「半袈裟」這樣純粹表法而忽略了衣著意義的樣式。
在汉地，發展出海青、三寶領、直裰等僧袍樣式，為法師日常穿著，海清不涉及袈裟樣式，不帶田相，故居士在法會上也能穿著。在法會上，漢地僧還有五佛冠、千佛衣等穿著，歷史上還有帝王御賜紫袈裟。

#### 形象
佛教僧人區別於人的形象最易辨認的特點是光頭或短髮。佛陀昔時用刀割斷頭髮出家，就被婆羅門教沙門蔑稱為「禿髮者」；後來他成佛後頭頂長出聖人三十二相之一的肉髻，便蓄有少量的頭髮用於遮擋肉髻。
佛教認為頭髮過多會讓人生起對色相的執著（可以理解為熱衷打扮，忘記修行要務），故稱頭髮為「煩惱絲」，但一般可以留二指併攏的長度（約3釐米）。所以原始佛教的僧侶需要隨身帶戒刀，用於切割衣料製作袈裟，以及切割頭髮等。在藏傳佛教中，由於太陽紫外線极強，一般都蓄有二指長的頭髮遮擋紫外線。在漢地，由於宋代的歷史原因，曾有燙戒疤的習慣，現代已廢除，只留有剃髮光頭這一特徵。

### 法名、法號
法名、法號為佛教徒的宗教稱號。法名为出家人的名字，与俗名相对。法號義爲教徒的稱號，僧人可取，在俗居士也可取。
在大乘佛教中，佛教的信徒自谓佛弟子，义爲佛的弟子；其中，佛教出家人也自谓佛子，义爲佛的孩子。汉传佛教更是自东晋释道安法师起确立了以释迦牟尼佛之“释”字爲姓氏的传统，僧人法名前均冠以“释”姓，如印光大师爲释印光，越南一行禅师为释一行；但其他地區均無此俗，而以名表意。如達摩祖師的名“達摩”即是梵語dharma，“法”、“佛法”的意思，并不叫「释迦达摩」。

### 稱謂

#### 出家眾
对于出家众，有多種稱呼。因佛教誕生古印度於“沙門思潮”，故佛教出家人亦稱沙門；因是出家求道，故稱出家人；因是僧伽團體之一員，故稱僧、僧伽等。一般尊称爲法师（梵語：dharma-bhāṇaka，巴利语：dhamma-kathika；原是一類僧職，義爲說法教授的僧師，後成爲僧人的尊稱）、长老或上座（梵語：Sthavira，巴利语：Thera）、尊者或聖者（梵語：ārya，義爲尊聖的）、大德（梵文 ：bhadanta），这在各个佛教宗派都爲常见称谓，尤其在南傳上座部更為常用。
在汉地，也称和尚（本是教授师之意，现已变爲僧人的代称）、師父（不作師傅）、出家人、僧人、僧侣，还有称呼如大师（原指佛陀，後指高僧，現代爲俗称，不独用於佛教）、高僧、行者（谓修行人，一般指僧人，在俗居士也可自称）、道人（義爲修道之人、上人等。在佛道相互吸收影響的過程中，也有僧人自稱真人）等；另有被道教吸收的住持、方丈、執事、監院、知客、道士、道人等教職稱呼。
在藏傳佛教中，也有喇嘛（義爲上師）、堪布（教授師的藏譯，即等於漢地的阿阇梨本意，一般為寺院法师）、仁波切（寧波車，義爲珍寶）、达赖、班禅、活佛、瑜伽師、瑜伽士等稱呼。

#### 在家眾
在家眾分為優婆塞、優婆夷二者，又稱迦罗越，漢譯居士、在家居士。

## 戒律
作为出家众的比丘、比丘尼须受具足戒，沙弥、沙弥尼须受沙弥戒十條，式叉摩那则受六戒。出家众的戒律要比在家众详细得多，漢傳佛教比丘的具足戒共250條，比丘尼则有348條；南傳佛教比丘的具足戒為227條。沙弥、沙弥尼和式叉摩那因为是向正式的比丘和比丘尼过渡的阶段，故戒條少得多。按照佛制，比丘和比丘尼当在每月的月初和月中举行布萨，学习戒律，若有犯戒律需要忏悔者则当众忏悔。
在家众的居士和女居士在皈依後可以遵守五戒；五戒分別是：(一)不殺生，不殺害任何一切動物或有情的生物。(二)不偷盜，不偷竊、詐騙或劫取別人銀錢物品。(三)不邪淫。所谓邪淫，是指正式配偶之外的交合，及非时、非处的交合。此外凡涉足以为邪淫因缘的如舞榭歌场、娼寮妓院亦禁止涉足。。(四)不妄語，不說謊，不詈罵，不說誇大不實的話。(五)不飲酒，不飲用非藥酒的酒精飲料。不殺生是為了培養對眾生的慈悲心，偷盜和邪淫是世間法禁止的罪行，不飲酒不是為了避免酒精亂性而破壞團體生活的秩序，而是因為酒精麻醉的作用降低智慧。守五戒是為了得到持戒的功德和利益，就算暫時不能持戒，一樣可以先信佛，先發願、歸依佛法僧、布施。
五戒之外還有更進一步的十善業，十善業中的善口業除了不妄語也包括不兩舌、不惡口、不綺語。在家眾可以持的戒律除了五戒、十善業外，還有八关斋戒。東南亞國家還有在家男眾短期出家（持出家戒）以獲得功德的習俗。
此外漢傳佛教在家众可以持梵網經、菩薩戒。藏傳佛教有藏傳菩薩戒。

## 佛教藝術

### 音樂
漢地稱爲梵音、梵樂，因佛教誕生於印度文明區，所運用的音樂形式和乐器也是印度式的，它们隨著佛教在全球一同傳播，又与当地音乐相融合。如吹奏樂器印度嗩吶（shehnai，源自古波斯）傳入漢地，變成了今天的嗩吶，等等。藏地佛教樂器融合了印度式、苯教式的，形成了獨具風格的铜钦。
另外，印度诸宗教重视唱诵，它富於节奏感，方便记忆，这也被带入佛教传统中。汉地称之为梵呗，唱颂梵呗时多用木鱼、铃、磬伴奏，且各地有各地的风格，各成一派，如天津梵呗、重庆上江梵呗。
現代佛曲也有較大發展，和新世紀風格相融合，如台灣佛曲作者黃慧音等；也有部分輕柔舒緩的輕音樂，用以幫助瑜伽、冥想，另外還有與金屬音樂風格相融合，成為佛教金屬受到年輕人的歡迎，如台灣的達摩樂團。

### 雕塑造像、繪畫
原始佛教没有雕塑绘画的习惯，多以佛陀的脚印、法轮作为礼拜目标，意义更多的是表法。
阿育王时期，佛教雕塑渐多，对於各种故事的塑画表现也较常见。其中最负盛名的代表是希腊式的犍陀罗式樣。随着佛教的全球传播，造像雕塑在各地都融合本地风格，发展出各自独特的审美。如缅甸佛像多用玉雕，形象饱满；泰傣地区喜欢用黄金，有贴金的习惯，佛像头顶的髮髻尖聳；藏地形象注重线条的柔美和手持法器的象征表现，菩萨造像通常腰部较细，并发展出佛像唐卡；汉地的雕塑绘画受佛教影响有了较大进步和改良，从寫意轉變向更加注重寫實，并發展出經變等美術形式，宋明後佛像面相飽滿富態，耳垂較長，僧衣的褶皺生動。

### 文学、戏剧
佛教文学主要体现在佛经中。佛经有一般性的结构，如以“如是我闻”开头，以“流通分”结束；佛经用语朴素、简单，原始佛教多用巴利文等当地方言，後也用印度雅语梵语，汉传佛教和藏传佛教的经典主要就来自梵语系佛经（但梵语原本多数已失传），故现存的三大传承也分为巴利语系、汉语系、藏语系。佛教文學裡最貼近民俗的是寓言故事集《百喻經》。
在佛教典籍的翻译上也能分出大致的脉络，汉语佛经即東漢至西晉，東晉至南北朝，隋代、唐代及宋代，这期间以鳩摩羅什、真諦、玄奘及不空為「四大譯師」，爲佛经汉译和汉语言的發展做出了极大贡献，尤其是玄奘法师，提出“五种不翻”，成爲一种标准。
佛教的民俗文学主要聚焦于佛陀前世本生（如《佛所行讚》）和佛弟子前世本事，这在东南亚地区相当流行。一些佛经记载的佛世事迹也成为民俗文学再创作的一大源头，很多本土故事有和佛经故事合流的趋势，譬如在印度，佛教故事和印度教故事有相互吸收的倾向，如《婆羅摩訶多》；在藏地、汉地也较为明显，譬如蒙古族、藏族等民族史诗《格萨尔王》就有许多佛教化、苯教化的故事情节，汉地的目连救母就是道教化、儒教化的佛经故事。
在中华文化圈内，佛教文化早已滲入中華文化和漢語文化當中，不僅很多佛教詞語成為漢語常用詞，并在日本、朝鮮半島、越南等地廣為流傳，而且促進了民俗文化的發展。唐詩、宋詞的繁榮也在某種程度上也得益于佛教文化，如詩佛王維的詩，很多意象是從佛教、道教而來；很多詞牌名直接就來自佛教術語，如菩薩蠻。僧人在變相的基礎上，發展出俗講、變文，它們起到向不識字的民眾普及佛教故事和教義的目的；在其基礎上，繼續發展出說話（話本）、寶卷等民俗文學，已經不止講述佛教故事，而是將視野放到歷史典故和傳說。唐朝時的“贊文”是佛偈的變形，武則天就寫過著名的《開經偈》贊文。元朝時戲劇文學發展迅速，佛教故事在戲曲中也有展現。学者认为，这种现象叫「佛教文學化」和「文學佛教化」。
近現代以來，佛教文學更有大眾化的發展態勢，由於“人間佛教”思想的影響，佛教顯露出現代化特征。

## 寺院等佛教建築

### 佛寺
佛教早期僧團居住在樹林中，稱爲阿蘭若（Aranya），簡稱蘭若，義爲樹林，引申為寂靜處、遠離世俗處。第一個供僧團居住的房舍爲竹林精舍，第二個爲位於舍衛城的祇树给孤独园。早期稱爲精舍（vihāra），義爲精美的房舍；“精舍”一詞原是儒家的講經學舍的稱謂，佛教傳入後被拿來作為梵語vihāra的漢譯；也稱僧伽藍摩（samghārāma），義爲僧伽的園林，即寺院，簡稱伽藍。
最早記載的佛教傳入漢地的時間是汉代，朝廷命建白馬寺供僧安居。寺原是朝廷的政事管理機構，共有九個，稱爲九寺；佛教傳入後，漸漸將“寺”作為了佛寺的代名詞，也稱寺院。中國傳統上將供奉佛菩薩、神祇、先祖的宗教場所均稱為寺廟，甚至有的方言中還有“廟子”的稱謂，實際上佛寺不應該稱寺廟，因為寺專用於佛寺，而廟的本意是供奉祖宗先賢，如祖廟、太廟、孔廟，這些廟宇也不該稱爲“寺”。
在中國雲南南部地區（北泰傣族、阿昌族、德昂族等聚居地），上座部佛教的佛寺也被稱為奘房、缅寺。

### 佛教建築
- 漢傳：漢傳寺院一般有山門（有的供有哼哈二將）、天王殿、彌勒殿（供奉據傳爲彌勒菩薩化身的布袋和尚的造像）、大雄寶殿（主要供奉釋迦牟尼佛，爲漢地佛寺的主殿），有些建有地藏殿（供奉地藏菩薩且安放亡人骨灰）、觀音殿（供奉觀音菩薩）、藥師佛殿（供奉藥師佛）、後殿（供釋迦牟尼佛）、舍利塔、藏經閣、講堂、鐘樓和鼓樓等。
  - 日本：見日本佛教建築。
- 藏傳：見藏地佛教建築（英语：Buddhist architecture）。
- 南傳：通常由門亭、佛殿、戒堂、僧房、鼓房等構成，一般祇有一座大殿，供奉教主釋迦牟尼佛，也有供奉娑婆世界過去佛的，如燃燈佛。以傣族總佛寺（傣語叫“洼巴洁”）為例，有“维罕”大殿，“哄暖”僧住寮房，“波苏”亭，“光兵”鼓亭，殿外塑有天龍八部像，殿內供有若干佛像，大殿外的空地上有大香爐供信徒上香。除了總佛寺這種現代建築，東南亞地區還有幾種特別的建築材質：
  - 竹木材質：信奉南傳佛教的國家地區多在熱帶地帶，當地的傳統建築如泰傣民族地區的竹樓，進門需脫鞋打赤腳。南傳佛寺亦如此，入殿前須脫掉鞋。
  - 石砌：另一些佛寺運用石砌、石窟等建造佛寺，如那爛陀寺、吳哥窟佛寺、桑吉佛教遺址等。

### 佛塔
卒塔婆，原是印度式的土坟，也用于装藏佛舍利、经典等圣物。
在中国简称塔，或称为浮屠塔（佛陀塔）、佛塔，是和中华式的楼阁建筑相结合后产生的一种变形。

## 佛曆
佛曆有兩種算法，一種是普遍流行於南傳地區的佛滅紀年，即以释迦牟尼入灭（死亡）當年為元年；一種是漢地的佛誕紀年，即以释迦牟尼佛誕（出生）當年為元年。
南傳、北傳對於佛陀誕生、出家、成道、涅槃的記載有出入，實際上，各地關於佛陀事蹟的具體年數的記載最保守估計也有數十種、相差千年。於1950年的斯里蘭卡（錫蘭）科伦坡（可倫坡）举办的世界佛教徒友谊会上，全球佛教界做了共同规定：佛陀降生于前623年的5月月圆日；佛陀出家时是29岁，成道时是35岁；即前588年5月月圆日夜睹明星悟道；佛陀说法45年，80岁涅槃，即公元前543年5月月圆日夜半入灭；佛曆是从佛陀涅槃时算起。
佛曆的月、日有一套紀法，而漢地多以農曆為准，即一種陰陽曆。
在漢地，佛曆通常會標註齋日，如地藏齋、觀音齋、十齋日。受三教合流的影響，有的還會標註部分神仙（鬼神）、僧人的誕生日和忌日。

## 世界佛教組織、活動
- 世界佛教僧伽會
- 世界佛教徒聯誼會
- 中國佛教協會
- 中國佛教會
- 巴利聖典協會
- 法國佛教徒聯合會
- 世界佛教论坛
- 国际佛教电影节
- 國際佛光會
- 國際創價學會

## 節慶和宗教儀式

### 主要節慶
- 南傳衛塞節（佛顯日、佛吉祥日）
- 北傳佛誕節（浴佛節）
- 臘八節（佛成道日）
- 盂蘭盆節

### 法事
佛教儀式稱爲法事、法會等，其中的軌則規範稱爲儀軌。不同宗派均有集結僧人和信徒共同誦經的法會儀式，以及三皈依、授戒受戒的儀式，另有結夏安居、布薩等傳統儀式。
南傳佛教的宗教儀式較北傳簡單。如泰傣地區有請僧人到家中念經祈福的儀式。
北傳佛教中更注重儀軌，本土化特征明顯。如漢傳佛教吸收了大量道教儀軌，儀式先後次序和儀式性禮儀較強，本土創造出水陸法會等法會儀式；也有一些印度傳來的儀式如日本密宗流行護摩；藏傳佛教吸收了苯教儀式，如煨桑（煙祭）等習俗。

## 宗教器具與標誌象征物

### 法器、宗教工具
佛教常見法器有念珠（佛珠）、摩尼宝石、法輪、海螺、锡杖、金刚杵、戒刀等，法輪更像一種象征物、吉祥物，爲佛教的象征之一。
漢傳佛教另有木魚、戒尺、咒輪、裝有咒語的吊墜等；藏傳佛教有骨器（人骨法器）、法鼓、嘎烏（如同吊墜，可以裝寶石、咒語）等。
敬奉莊嚴佛法僧，可以用香、花、清水、燈燭、飲食、幢、幡等。

### 標誌物、象征物
- 法輪
- 国际佛教旗
- 萬字符（卍）
- 蓮花
- 五色 (佛教)
  - 五色線，在中國古代，人們相信佩戴五色線有祛避邪祟的作用。根據某些佛經，也有五色線經唸誦真言咒加持後佩戴的密法。

## 佛門禮儀

### 四威儀
四威儀是佛教中的禮儀，其中包括“行站坐臥”。也是佛門中需守的第一戒。
- 行如風：行走時頭直視前方，輕捷而行。上下階梯時，右手放鬆托住襟尾，另外也有右手肘平放鬆，掌持槌狀，左手托住襟尾而行走。需注意不可低頭與東張西望。跨門檻時，依右腳出與進。
- 站如松：身體站直，肩膀放鬆。另也有雙手結印。
- 坐如鐘：坐有多種姿勢，其中包括單盤，散盤，雙盤。另外也有正坐（也稱作正襟危坐）。入坐時，肩膀放鬆，身體垂直。正坐與之相似，雙手輕放於雙腿，亦可結印。
- 臥如弓：睡時身體傾斜，身體放鬆，左手托左臉頰，右手輕鬆放於左腿上。不可睡如躺屍。

## 圣地和人物

### 著名聖地
佛教圣地较多，主要有：
- 蓝毗尼园，释迦佛的降生地，昔为悉达多太子，甫一落地，就行走七步，步步脚下生出宝莲花，然后一手指天一手指地，口中出言「天上地下唯吾独尊」，预示着将成为最尊贵者。
- 菩提迦耶，释迦佛成佛之处，昔在菩提树下成正觉。
- 鹿野苑，释迦佛初转法轮（传授佛法）处，最早的弟子是五比丘。
- 拘尸那揭罗，释迦佛涅槃入灭处。
- 那烂陀寺，古印度佛教学术中心，毁於突厥穆斯林军队进犯的战火。
- 桑伽施，释迦佛从忉利天讲经返回处。
- 大乘四大菩萨道场：文殊道场五台山，普贤道场峨眉山，观音道场普陀山（在中国舟山，经中授记的是印度普陀洛迦山），地藏道场九华山。
- 藏地布达拉宫，色拉寺。
- 祇园精舍，竹林精舍。
- 大迦叶尊者道场印度鸡足山（摩揭陀国），云南应化道场鸡足山 (云南)（原九曲山）。
- 佛牙寺，斯里兰卡（锡兰）寺庙，供奉佛牙舍利。

### 著名人物
佛教认为此方世界过去现在未来一直有佛陀出世，大乘佛教还认为他方世界也有无量无尽的佛陀出世，而在佛陀的教化下又有无量无尽的圣贤菩萨、声闻阿罗汉圣众，故此处无法悉數列举，只举出部分著名佛菩萨与從古至今部分出家在家圣贤。
- 三世佛（縱三世佛：過去燃燈佛，現在釋迦牟尼佛，未來彌勒佛）；橫三世佛：中央釋迦牟尼佛，東方藥師琉璃光佛，西方阿彌陀佛〔無量光佛、無量壽佛〕。）
- 西方三聖（中央阿弥陀佛，左方觀世音菩薩，右方大勢至菩薩。）
- 過去七佛（毗婆佛，棄佛，毗舍浮佛，拘留孫佛，拘那含牟尼佛，迦葉佛。）
- 燃燈佛（過去世佛陀，曾為釋迦佛因地授記成佛。）
- 五百羅漢，十六羅漢
- 八大菩薩，四大菩薩（文殊菩薩，普賢菩薩，觀音菩薩，地藏菩薩）
- 釋迦佛的父王淨飯王，母后摩耶夫人，出家前的三位妻子耶輸陀羅、虞閉迦、蜜里誐惹，獨子羅睺羅（出家為羅睺羅尊者）。
- 後世著名僧人：鳩摩羅什，佛陀耶舍，龍樹菩薩，無著菩薩，世親，法顯法師，玄奘法師，義淨法師，智顗法師（智者大師），六祖慧能大師，蓮花生大士，阿底峽
- 後世著名護持者：阿育王，梁武帝。
- 近現代著名僧人：
  - 南傳：阿姜查，達摩難陀尊者，明昆·西亚多（英语：Mingun Sayadaw），宣隆·西亞多，馬哈希·西亞多
  - 漢傳：釋虛雲，釋弘一，釋印光，釋廣欽，釋太虛，釋宣化，釋夢參，釋印順，釋星雲，釋淨空，釋聖嚴，釋一行（越南）
  - 藏傳：第十四世達賴喇嘛，宗薩蔣揚欽哲仁波切，慈誠羅珠堪布，索達吉堪布

### 其他人物或神祇
佛教認為世界有諸天、地獄，與畜生、人等「物種」都屬於六道眾生。而有鬼神生活在諸天、人間、海洋、虛空中，作為護佑眾生、護持佛法的護法鬼神，一般認為有八個部衆，稱為天龍八部。佛教在後來發展中，還會吸納外道的神祇進入護法神體系中。

## 受佛教影響的國家和地區

### 人口分布

佛教人口在不同地区所占比例（根据最高值估算）

佛教在亞洲國家的影響最深，佛教思想已經融入信仰佛教國家的人民的生活中。印度雖曾為佛教的兴盛之地，但現今已經式微，只有在靠近中國的邊界處，佛教信仰才較為濃厚。
目前佛教主要分布於中国大陸、臺灣、日本、韓國、蒙古、越南、寮國、柬埔寨、泰國、緬甸、新加坡、馬來西亞、斯里蘭卡、尼泊爾、不丹、文莱和澳屬的聖誕島，同時亦在印度、孟加拉、菲律宾、印度尼西亞、俄羅斯和哈薩克等國境內有零星之分布，另外北韓因為當地北韓政府的壓制，信仰佛教的人數變的十分稀少。99%的佛教徒住在亞洲。其中，佛教在柬埔寨和不丹被立为國教。近年来，佛教在美國、加拿大、澳大利亞等西方國家也有發展。72%的佛教徒在其居住國家屬於宗教少數群體，28%屬於宗教多數群體，居住於7個國家（蒙古、不丹、緬甸、泰國、寮國、柬埔寨、斯里蘭卡）。
近年佛教信仰的傳播多數與慈善事業緊密結合，像是台灣佛教團體在世界各地積極傳播佛教及發展慈善事業，使得佛教信仰人口不再侷限亞洲地區，例如：知名慈濟功德會長年資助加勒比海的海地、佛光山團體在巴西、阿根廷等地建立佛寺信仰據點。此外，ACC組織（阿彌陀佛關懷中心）在南非洲馬拉威建立第一座佛寺，逐漸拓展至史瓦濟蘭與辛巴威，開啟佛教信仰及慈善事業在非洲傳播工作。
全球佛教徒達5億人，佛教徒人數遠少於基督教（約24億信眾）與伊斯蘭教(约15億信眾)
，但是一般仍旧認為基督教、伊斯蘭教與佛教是世界三大宗教。这是因为雖然印度教信仰人口統計達10億人遠高於佛教，但是印度教具有民族限制，集中特定國家（例如：印度或尼泊爾），而猶太教亦有民族限制（例如：教規導致外邦人不易入教），相較之下佛教提倡平等、和平與博愛的思想，較無民族性限制，因此普遍認為佛教更適合与基督教和伊斯兰教並稱世界三大宗教。

### 印度

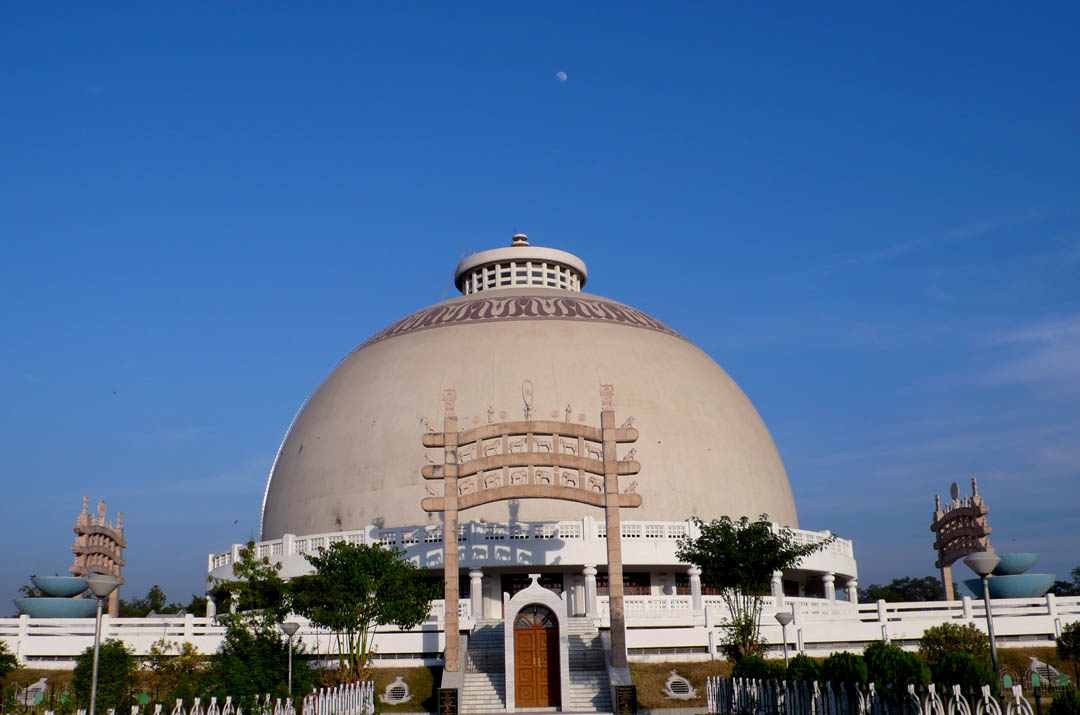
那格浦尔的迪克沙布米，1956年阿姆倍伽尔率领追随者们集体皈依佛教之处

佛教雖在古印度經歷過無比的輝煌，其影響力也廣傳至亞洲各地，但在印度本土卻逐漸衰微。
佛教在古印度建立了第一流的學術中心，如那爛陀寺等大學就是教授佛法和當時科學及各家哲學的最高學府。但由於古印度佛教特重對出家人的教育以应对上层贵族，且熱衷於高深學術的思辨，而無形中相對忽視了對中下阶级的在家信徒的传播教育，僧團遂逐步成為與上层贵族在家信徒密切关系、疏遠对中下阶级民众的精英集團。
因此佛教未能像婆罗门教（即现在的印度教）等其他宗教那樣对上中下阶级大众建立為在家信徒的家庭傳統，這樣佛教在古印度就漸漸失去了民眾基礎。一旦失去國王們和貴族的支持就更加速了佛教在古印度的衰落。
從阿育王以來，佛教僧伽供養成習，12世紀晚期，信奉伊斯蘭教的突厥人入侵印度時，對佛教並不友善。那爛陀寺等佛教寺廟被穆斯林軍隊夷為平地。尤其是那爛陀寺的圖書館被付之一炬，致使佛教和古印度文明的大量典籍從此消失。這一時期古印度佛教的典章文物幾乎喪失殆盡。不过有一批密宗僧侣逃到孟加拉地区得于幸免于难，从此这批僧侣改头换面平时服装跟平民一样，并娶妻生子，舍弃戒律避免回教徒的迫害，只有在信徒有婚丧喜庆才会恢复僧形做法事。印度残餘佛教就这样苟延残喘保留下来，到上世纪时期缅甸僧王来孟加拉邦弘法，卡拉玛族全部改信上座部佛教。
劫后的佛教學者多攜帶典籍遠走西藏等地。佛教聖地，例如佛陀出生地的藍毗尼，也淪為廢墟。到13世紀，佛教在其發源地印度已差不多消失得无影无踪了。直到19世纪末，在印度沉寂约700年的佛教出现了复兴运动。1957年印度佛教徒组织了佛教的政党印度共和党。后来，其中一部分人因不满共和党的政治路线另组了困豹党。该党在孟买等地有一定影响。根据1980年的统计，印度有佛教徒5,554,000人，约占总人口的0.8%。印度的佛教徒虽然所占的人口比例很少，但在印度的思想文化界颇有影响。
1956年，BR安贝德卡 (阿姆倍伽尔 / B. R. Ambedkar）发起了达利特佛教运动，并以大约100万追随者信奉佛教。 安贝德卡（Ambedkar）是印度最伟大的领导人，人权活动家，《印度宪法》的作者和印度共和国的创建者。Ambedkar在印度复兴了佛教，他被称为菩萨。1951年，印度的佛教徒只有181,000名，此转变后，佛教徒从1600％增长到1961年的320万。  2011年，印度有8,500,000佛教徒，其中7,300,000（87％）是Ambedkar的支持者。
马拉地佛教社区是印度最大的佛教社区。2011年，马拉地佛教徒人数超过650万，在印度佛教徒总数中，仅马哈拉施特拉邦就有650万佛教徒（占77％）。

### 中國大陸

#### 漢代時期
一般认为佛教是在西汉末，新莽时和东汉前期时由印度经西域传入的。根据记载，汉哀帝元寿元年（前2年）博士弟子景卢（秦景宪）出使大月氏，大月氏王使者伊存口授佛教经典，汉史书称之为“浮屠经”，但未受到皇室信奉。到了东汉永平十年（67年），汉明帝梦见金人飞於大殿，大臣傅毅告诉他是“佛”，于是他派蔡愔等人去天竺，迎来迦叶摩腾与竺法兰两位高僧，并且带来了许多佛像和佛经，用白马驼回首都洛阳，皇帝命人将自己避暑的行宫改为精舍让僧人入住，翻译《四十二章经》。也就是现在的白马寺。因此，在中国佛教史上，多以汉明帝永平十年作为佛教传入之年。白马寺成为中国第一座佛寺。《四十二章经》。后来楚王刘英利用黄老（早期道教）和新来的浮屠（佛陀）制造谶言密谋造反失败，楚王流放自杀，皇帝下令禁止黄老道和佛教，但是黄老道和佛教在民间秘密流传。汉桓帝、汉灵帝时期敕令造了许多合祀黄帝老子，佛陀的祠堂。汉末许多西域僧侣如安世高等佛教翻譯家已經開始將如何進行禪定修佛教經典引入中國。安世高為佛教初期傳入最有聲望之譯者，其所譯禪籍多為聲聞禪，包括《人本欲生經》、《安般守意經》、《陰持入經》、《修行道地經》、《阿毘曇五法四諦經》、《十二因緣經》、《八正道經》、《禪行法想經》等。

#### 魏晉南北朝佛教的興衰
魏晉時期佛教在民間有了更深的普及，《隋書·經籍志四》記載：“魏黃初中，中國人始依佛戒，剃髮為僧”。南北朝時期，鳩摩羅什、佛陀跋陀羅等佛教翻譯家来华传教使得佛教得到大力弘扬。鲜卑族拓跋部落入主中原后，承中原佛法之事，接受了佛教思想，用它来教导民俗，因此，从魏太祖拓跋珪开始，魏朝统治者大都敬礼佛徒沙门，拓跋焘继位之初也是如此，每引高德沙门，与共谈论。
北魏太武帝在位期间锐志武功，统一长江以北。他初崇佛教，后因受道士寇谦之等的影响，转奉道教，并亲受符箓，於440年改年号为太平真君。认为佛教系“西戎虚诞”，“为世费害”。
太平真君五年，诏禁王公以下至庶人私养沙门，九月杀僧领玄高、慧崇等。七年，太武帝西征到达长安，见佛寺内藏有兵器，又查出酿酒、财宝，发现僧侣与室女私通，即立禁佛。
司徒崔浩上疏请诛天下沙门，毁诸寺院经像。三月，帝下诏诛长安沙门，并命留守平城的太子晃下令废除全国佛教。太子尊崇佛教，缓发诏书，使远近皆有所豫闻。因此四方沙门多亡匿逃脱，金银佛像及经书被秘密收藏，仅有一部分僧人被戮，而魏境内寺宇建筑却多被毁。宦官宗愛謀殺太武帝，立南安王拓跋可博真為帝，又殺可博真，大臣劉尼、源賀等迎立太武帝太孫拓跋濬继位，是為文成帝，诏复佛法。佛教又得以恢复。
后来北魏分裂成北齐和北周，高洋曾下令灭道。北周一开始也尊奉佛教到了周武帝僧侣膨胀过多，于是为了一统天下有兴灭佛灭道，僧尼道士淘汰为平民或者充军，佛神像法器铸钱造成武器。后来武帝死后，隋文帝杨坚恢复佛教。
南梁王朝梁武帝蕭衍提倡尊崇佛教，並曾多次捨身出家，除了自身奉佛，梁武帝還大力扶持佛教事業的發展。在梁武帝發表《斷酒肉文》前漢傳佛教「律中無有斷肉法」，梁武帝認為所有佛教僧侶都應該遵守大乘《大般涅槃經》不吃肉規定，因此頒布《斷酒肉文》禁止僧眾吃肉，自己也行素食，開啟了漢傳佛教素食的傳統，之後漢傳佛教僧團開始遵守梵網經菩薩戒不吃肉。

#### 禪宗的崛起
南朝自晋朝衣冠南渡，大量僧侣也随来传法，佛法兴盛一直到陈朝，最有名的就是净土宗、天台宗也是在南朝发展起来，历代皇帝大力建造佛寺，供养僧侣。
禅宗传说初祖菩提達摩於中國南朝宋時，乘商船到達廣州，從學於求那跋陀羅，後以四卷《楞伽經》教授弟子，屬當時的楞伽師之一。後梁武帝信奉佛法，於是至建康（今江蘇南京）與其談法。當時梁武帝一心欽慕佛法，不論是建寺、造經、供僧，皆不遺餘力，因而自認很有功德，不知道這只是累積福報，並非內心的覺悟。達摩卻一語道破，告訴梁武帝毫無功德，雙方不契。
達摩深知梁武帝無法接受這樣先進的思想，於是離開南方，「一葦渡江」，在河南嵩山少林寺的山洞中面壁九年，等待傳人。後傳二祖慧可（487年－593年）、三祖僧璨（？－606年）、四祖道信（580年－651年）、五祖弘忍（602年－675年）、六祖惠能（638年－713年）。他將楞伽宗傳播至中國北方，落地生根，成為一個獨特的門派。但是禅宗还是不普及，一直依附律宗，到了唐朝中期才有正式的禅寺。

#### 唐代儒釋衝突期
唐祚初建，問題已一一浮顯出來，但是朝任太史令的傅奕等人认为佛教與道教都是违背孔孟之道，对国家无益，于是下令曾敕令：“伪乱地僧，是非难识，州别一寺，留三十僧，餘皆从俗”。武德九年四月，高祖又颁布沙汰僧道诏：“京城留寺三所、观二所。其餘天下诸州各留一所，餘悉罢之。”太宗领兵攻入隋都时即命：“废诸道场，城中僧尼留有名德者各三十人，餘皆返初。”太宗继位后又几次三番沙汰僧尼。据《续高僧传·明导传》记载：贞观初，明导行抵陈州，逢敕简僧，唯留三十。又据《智实传》记载：贞观元年，敕遣诏书侍御史杜正伦检校佛法，清肃非滥。《法冲传》记载：“贞观初年下敕，有私度者处以极刑。时峄阳山多有逃僧避难，资给告穷。”《法向传》也有记载：“贞观三年，天下大括义宁私度，不出者斩，闻此咸畏。還有武后時的宰相狄仁傑、李嶠、蘇瓌，官至刺史、太子詹事的張廷珪；中宗朝的宰相桓彥範、韋嗣立、姚崇，御史辛替否，侍御史宋務光，清源尉、殿中侍御史內供奉呂元泰；睿宗朝的宰相魏知古，中書舍人裴漼，侍郎李乂，太子洗馬、諫議大夫甯原悌，太尉兼通事舍人韋湊；肅宗朝的宰相張鎬；代宗朝的宰相常袞，高郢（德宗朝宰相），東川節度使李叔明；德宗朝的員外郎裴伯言（即憲宗朝宰相裴垍）、彭偃，及郎中李岩（巖）等人。武后營造大像，狄仁傑云：「如來設教，以慈悲為主，下濟群品，應是本心，豈欲勞人以存虛飾。」李嶠則直截指出：「法王慈敏，菩薩護持，唯擬饒益眾生，非要營修土木。」張廷珪更深入解釋：「夫佛者，以覺知為義，因心而成，不可以諸相見也。」高郢〈諫造章敬寺書〉則兼及二教，他指出「佛本無相，不可以有相求；道本無為，不可以有為得。」因此反對德宗為先太后造章敬寺以興福除禍。從佛道本來應有的面貌，諷刺現今所為皆失其真。
佛教普及後對中國的社會、經濟、文化、政治各方面所造成的影響讓韓愈感覺到重症應下猛藥醫，他不先從佛教教義上來解決思想問題，外在問題以外在手段解決，上書《論佛骨表》 （《諫迎佛骨表》），佛教教義中固然不乏精湛的玄理，但是宗教形式的不同與了脫生死之苦的教義，確實也對以農立國、勤奮務實的民族性帶來莫大的衝擊與誘惑。《資治通鑑》卷二四〇記載：「中使迎佛骨至京師，上留禁中三日，乃歷送諸寺，王公士民瞻奉施捨，惟恐弗及，有竭產充施者，有燃香臂頂供奉者。刑部侍郎韓愈上表切諫，……上得表大怒，出示宰相，將加愈極刑。」這樁公案雖然隨著韓愈的被貶潮州而暫趨平息，但是經由他的學生李翱，站在儒家的立場，擷取佛學精華，理性地調和儒釋衝突，「此後的儒家，一方面承襲了韓愈的道統思想，一方面依循著李翱所開闢的新路，生活在『靜則禪，動則儒』的境界中，他們把人生解脫和社會事功調和了起來，就成為宋明的理學。」

#### 宋代禪思時期

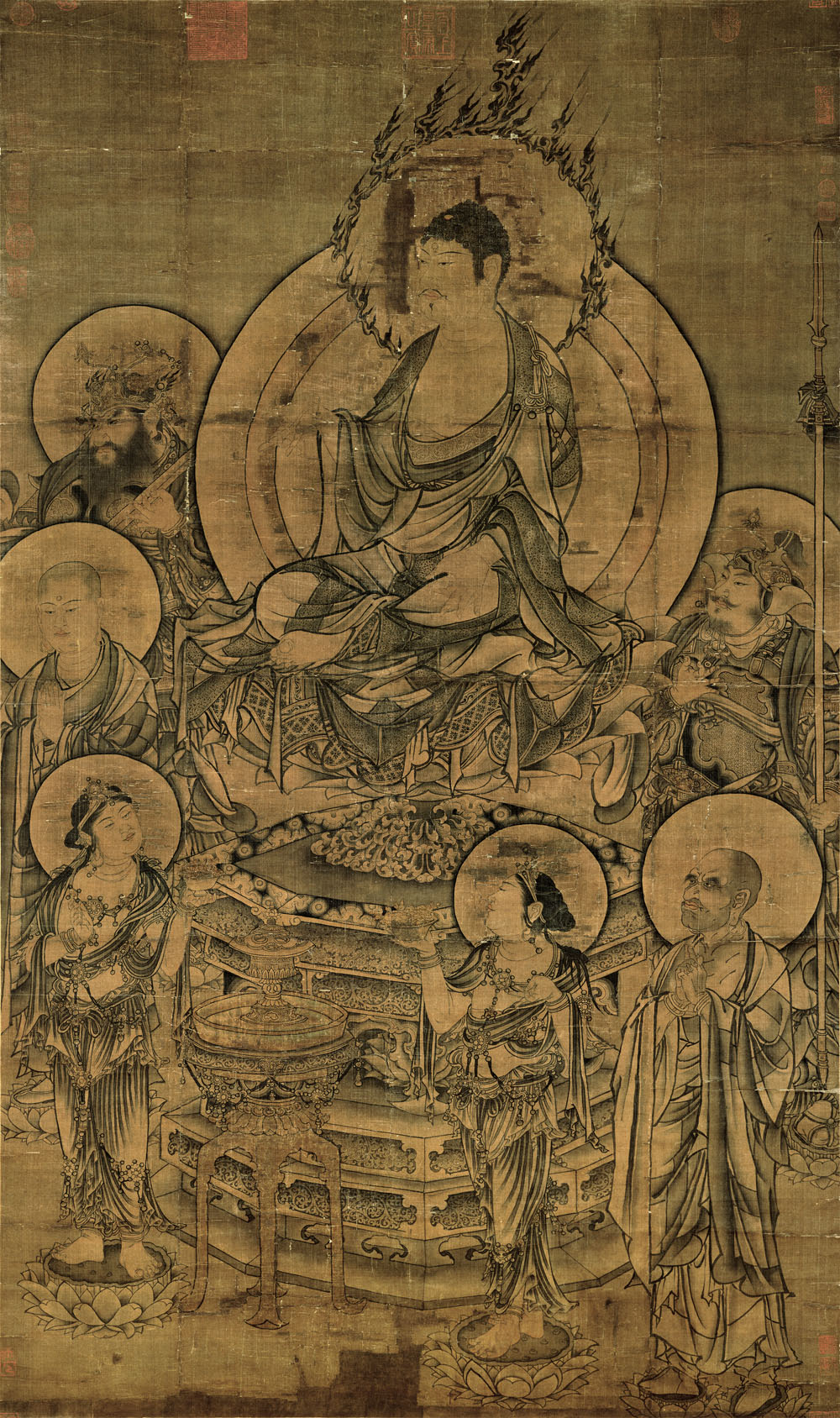
北宋侯翌《如來說法圖》，國立故宮博物院藏

宋朝时期因为经过唐朝武宗灭佛许多宗派都消失佛教元气大伤，到了五代十国北方周世宗柴荣为统一天下敕令灭佛道，佛神像法器铸钱铸造武器，僧侣道士还俗充军或者贬为平民，使得佛教更加雪上加霜。到了宋朝佛教只剩下禅宗和净土宗，还有微落的天台宗，大量佛教经文仪轨丧失，只得从印度重新翻译和高丽日本重输回来。此三宗以禅宗受到士大夫的青睐，净土宗深入广泛民众，天台宗也只是依附在禅宗之下毫无作为。虽然宋朝皇帝对佛教不错，当他们主要还是以道教为主；而佛教一直受到儒家和道教的攻击，而且佛教的禅宗主张明心见性反对僧侣信徒专研佛经，净土宗一门深入对许多经典也毫无精通，天台宗的传承早已断代后学者也只是靠自己的理解，面对儒家和道教的攻击只能尽力圆融三家以减少冲突。到了宋徽宗因为皇帝崇信道士林灵素，林灵素原本是沙弥因为偷喝酒被师傅教训，气愤去做道士据说修雷法有成，为了报复佛教请徽宗下令和尚改为德士，佛改天尊，菩萨改大士，罗汉改尊者。和尚的装扮要跟道士一样；此令一下有些和尚抗令自杀或者被流放。还是太子的钦宗请了一些西域修密宗胡僧跟林灵素斗法，约定如果胡僧赢了就把佛教恢复成原来的样子，去除道教化。可是修密宗的胡僧都被林灵素的雷法打败。一直到发生水灾，林灵素无法禳水灾，太子登城门拜四方大水退，徽宗才下令佛教恢复原来面目，不必受道录司管辖。
南宋和金朝时期禅宗大兴，日本高丽的僧侣积极来华学习禅宗，但是佛教经过林灵素的道教化另两教在民间误认都是本来一家；僧侣只管打坐的习禅，一门深入的念佛，也不管这些。可是禅宗和净土宗内讧，禅宗看不起净土宗，禅僧认为无需去极乐世界，心净则净土所以不要去其他世界。净土宗斥责禅僧打坐无法了脱三界，更斥责禅宗不尊敬佛像经典，禅僧不礼佛不看诵经典；并举了禅宗高僧圆寂之后都是在轮回转世如五祖寺的主持戒禅师转为苏东坡，雁荡山僧转为秦桧等等的故事。净土宗和禅宗一直到明末的莲池大师主张禅净结合，两宗争论才结束。

#### 明代以後的世俗化
明朝的興起與元末信奉明教與白蓮教的紅巾軍息息相關再加朱元璋就是红巾军出身，所以明太祖建立明朝後對宗教採取抑制和利用兼並的政策，除了将考试自由发挥改成八股文，并修订佛教道教的教规法事仪轨。而且每位皇子出世都要剃度一名僧侣；确认三教平分的地位，主要希望借此打压摩尼教、白蓮教與彌勒教等宗教組織再度變成反朝廷的起事軍，並且希望利用佛教、道教等宗教的力量來維護社會秩序，但是严禁僧道参政以及弘法遭到限制，于是得到「皇糧」全面保障的佛教與道教演變成缺乏精神上的創新追求，亦脫離廣大信眾，民眾轉而尋求民間宗教作為慰藉，而北直隸軍人羅清則採用禪宗思想，開創了知名的羅教，羅教的無生父母之說，影響了所有的民間教派。
明朝中期以後，佛教受皇室宗教活動加強的刺激與儒家的矛盾尖銳起來。這種矛盾促使部分士大夫強烈反對寺院修建並發表闢佛言論。集中體現這些政策精神的仍是儒家政治社會理念並倚賴士大夫群體的努力。其變動因素和矛盾來源，則在諸教向國家政權機關的滲透、皇室特殊化行為、民間泛神論多元信仰傾向、部分士大夫的三教合流信仰綜合主義，亦有一部分官员信仰天主教来寻找新的思想。大眾（眾生）求神拜佛拜泥菩薩的行為方式，本質上是對佛教的誤解。
明朝對藏傳佛教政策與對漢傳佛教政策有同有異。其重要差異之一是，明朝對藏傳佛教政策與對西部邊疆政策緊密相關，而對漢地佛教政策則於周邊關係政策基本無關。此外，部分士大夫以藏傳佛教為「番教」，認同程度遜於內地佛教。明朝一些皇帝因藏傳佛教的喇嘛多擅長某些「法術」，對其有特殊興趣，並因而導致士大夫針對相關政策的批評。

### 臺灣
臺灣佛教系統由大陆閩南地區傳來，世俗化的信仰體系（其中代表為巖仔和高僧信仰）為其一大特色，與以出家僧侶為主的叢林體系（以四大法脈為代表）並立。臺灣戰後時期，中國大陸傳入江浙系統的漢傳佛教，蓋過原有本土佛教勢力，使得原有的本土佛教體系常遭誤解。日治時代傳來日本佛教，共有八宗十四派的日本佛教支派來臺傳教，戰後，因政治因素影響撤出臺灣，至解除戒嚴後，才又重回臺灣弘法。此外，尚有藏傳佛教和上座部佛教傳入。臺灣大約35%人口是佛教徒，不過，其信仰人數可能與道教、儒教或一贯道等其他臺灣民間信仰，甚至與其他新興宗教有重疊的情況。

### 日本
由朝鲜半岛傳入，曾经被本土神道教信仰者物部氏排斥，跟信仰佛教的苏我氏打了長達十几年的战爭，最後物部氏的领导人遭到射杀，佛教才得以传播。到了平安时代日本两位高僧空海和最澄前往中国学习密宗与天台宗，回到日本空海創立真言宗建立高野山为根本道场，最澄在比叡山建立天台密宗道场成为一直到现今仍然日本佛教的两大丛林。近代明治维新兴起废释毁佛，隔年新任的太政官下令恢复佛教，并允许僧侣可以娶妻生子吃肉喝酒，形成現今的日本佛教。但日本佛教至今仍有严持戒律的僧侣。日本有約70%至80%人口佛教徒，日本人去世的时候，通常会举行佛教葬仪，故今日許多日本佛教徒不過是形式上的佛教徒，只參與喪禮與祭祖儀式等。

### 韓國
經中國傳入，在三國和高麗時期佛教興盛，到了李成桂建立朝鮮國時，因朱元璋斥責高麗王朝崇佛過度；李成桂採取崇儒抑佛政策，導致佛教遭到致命打擊，甚至有時連出家都被視為非法，而且如無特許，僧侶不得入京，僧侶地位根本是社會底層。一直到倭寇入侵朝鮮時，妙香山普賢寺的方丈西山和尚組織三千名僧兵抵抗，得到朝廷褒獎，佛教才有喘息之機。進入朝鮮日治時期後，朝鮮總督府解除對佛教的種種禁制，佛教得以大力傳播，總督府允許僧侶肉食與結婚。目前韓國人口中有逾两成的佛教徒，較基督徒少。韓國25個佛教流派中，最主要的派系是屬於禪門的「曹溪宗」，各界對其「敬而親之」。「曹溪宗」在韓具影響力，被視為有左右韓國選舉的力量；總統候選人無論信佛與否，都會參拜「曹溪宗」的寺廟，新任韓國總統就職後，多會親自拜訪曹溪宗的寺廟。在朝鲜，由於官方提倡無神論、主體思想，佛教则遭到限制。

### 美國
美國《基督教科學箴言報》2006年9月14日指出佛教在美國近年快速發展，已有信徒150萬左右，是美國第四大宗教，其中有三分之一的是後來改信佛教的。並指出「佛教最吸引西方人的地方之一在於，人們認為像达赖喇嘛和一行禅师這樣的傑出佛教大師們在向社會貢獻智慧，而不是在要求別人信奉什麼。」據 Association of Statisticians of American Religious Bodies 2010年的調查，大部分美国佛教徒住在東西兩岸，約75%的佛教徒住在人口超過一百萬的都會區，而加州聖荷西是佛教徒人口比例最高的都會區，占1.25%。不少佛教徒是猶太人。

### 歐洲
歐洲的知識份子自1870年代以來對佛教感興趣，例如哲學家亞瑟·叔本華和尼采以及神秘主義者如海倫娜·布拉瓦茨基都受到佛教影響。歐洲佛教聯盟是歐洲最大的佛教組織，根據其估計歐洲佛教徒約有1-4百萬。學術界的保守估計則是一百多萬。

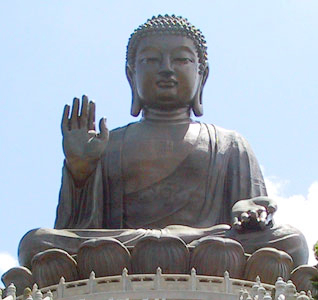
香港的天壇大佛

## 宗派

### 原始佛教
初期佛教是學術界對佛教的歷史分期，指釋迦牟尼創立佛教到佛教第一次分裂前的時期。
傳說佛陀般涅槃三個月後，五百位阿羅漢舉行第一次結集，由优波离诵出律藏，阿难诵出經藏，以口頭传誦的方式流傳。主流的學術觀點認為論藏是在部派分裂後才逐步完善建立。不過佛陀的時代可能已經有作為阿毗達摩雛型的論母(mātŗkā)出現。

### 部派佛教
佛教教團經過二百年发展发生根本分裂，由於戒律、教義見解不同，造成上座部與大眾部分裂進入部派佛教時代。之後又陸續分裂，最後形成20（或說18）個部派。
大乘佛教将兴起之前的傳統佛教教義視為只求自身救度的小乘佛教。不過，沒有自稱為「小乘」的佛教教團，「小乘」是大乘佛教對於其他佛教宗派的教義加以優劣判定的稱呼，其所破斥的對象尤指毗婆沙師，亦即說一切有部。（當時各佛教教派都有宗派教義優劣判定的用語，例如說一切有部批分別說部是無知果、是黑暗果，南傳上座部的《島史》稱自己以外的部派是荊棘）
由於“小乘”一詞含有貶謫或宗派教義優劣判定的意義在，故學術界已漸漸不用此詞。

### 上座部佛教
上座部佛教，佛教宗派，現今流行於斯里蘭卡、緬甸、泰國、柬埔寨、寮國、中國雲南傣族聚居區等地，還有一些古印度傳承殘存在孟加拉吉大港山區（以及尼泊爾和印度米佐拉姆邦、阿魯納恰爾邦），與極度推崇菩薩乘教義的大乘佛教並列為現存佛教最基本的兩大教派。
因其尊奉巴利三藏，以巴利文為聖典語言，因此又稱巴利語系佛教、巴利佛教。因其由印度南傳至錫蘭與東南亞一帶，又稱南傳佛教；與北傳至中亞、中國與東北亞的北傳佛教相對。現今上座部佛教，源自斯里蘭卡上座部分別說系赤铜鍱部大寺派（Mahāvihāra-nikāya），上座部佛教中的主要教義內容以及大多數成員的修行方向是解脫道，但上座部佛教中仍然有菩薩道的教義部份，參見南傳菩薩道。

### 大乘佛教
大乘佛教，佛教宗派。初、中期的大乘佛教流傳於中國大陸、香港、澳門、台灣、日本、朝鮮半島、新加坡、馬來西亞、越南等地，成為漢傳佛教。中、後期大乘佛教則傳入西藏、蒙古和俄羅斯部分地區，成為藏傳佛教，顯密並行。
大眾部佛教的修行目標為成佛，因此在修行方法上強調修持菩薩乘，在教典上遵奉大乘佛教版本的大藏經內容，教理求自利利他，圓滿成佛，分為中觀學派和唯識學派（或認為有如來藏學派）。其教義是以三皈五戒十善、四聖諦、十二因緣為基礎，進學六度波羅蜜，以致圓滿相關波羅蜜（以及綜合達到佛法所說的其他要件）而成佛。

#### 唯識宗
為漢傳佛教宗派之一，由玄奘三藏自印度傳入中國，承傳彌勒菩薩所創唯識無境的宗師依次為無著、世親、陳那、護法、戒賢、玄奘、窺基、慧沼、智周。祖庭為陝西大慈恩寺，故又稱慈恩宗。

##### 宗義
法相宗基本教義為「法相唯識所現」，基於此觀點而提出「三自性」。

#### 禪宗

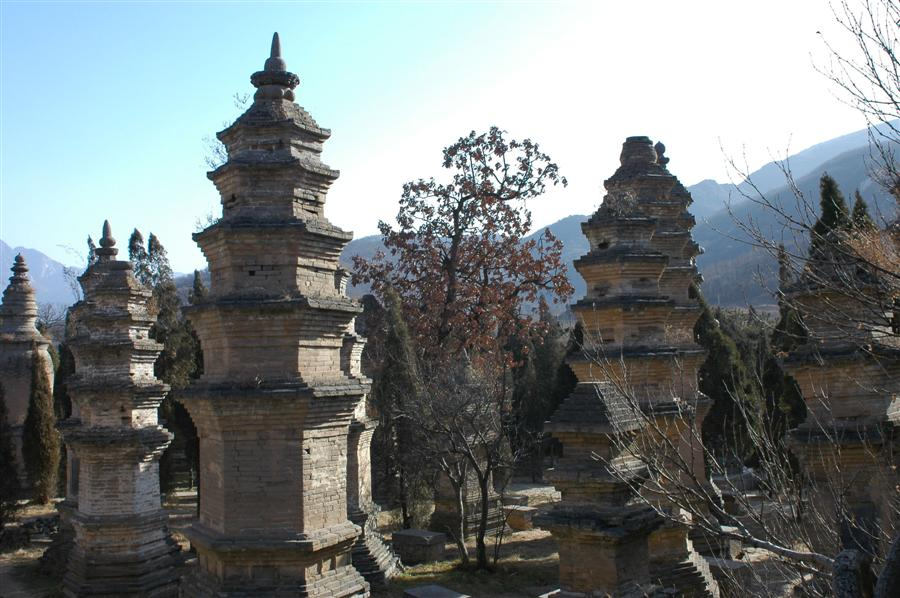
河南省嵩山少林寺塔林

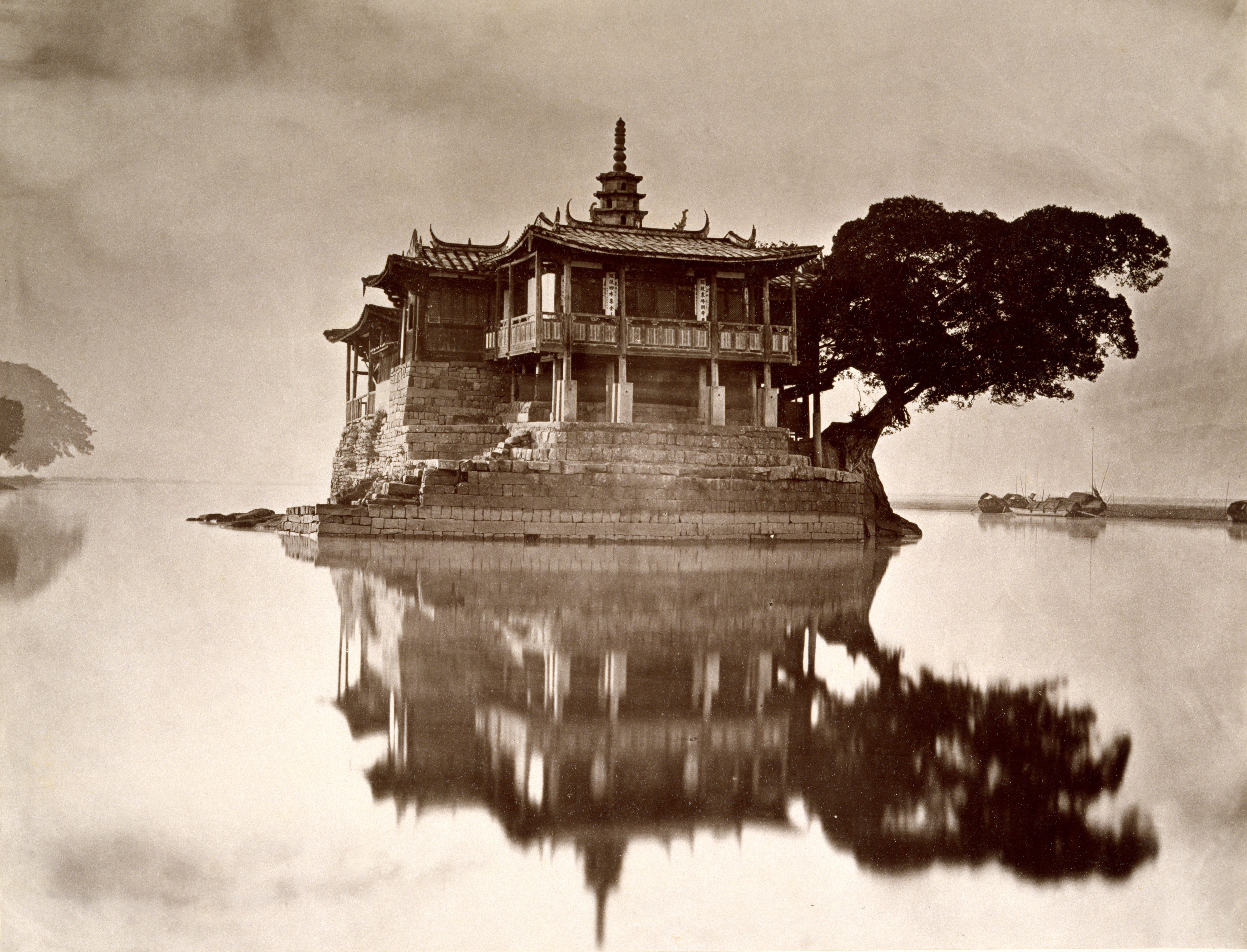
闽江金山寺，約翰·湯姆森摄于1871年

傳說釋尊在靈山法會以佛心印心的方式，將佛陀心印傳給禪宗初祖摩訶迦葉尊者。爾後才由摩訶迦葉尊者創立禪宗門派，直至第28代禪宗祖師菩提達摩方傳至中國。其祖庭位于湖北省黄梅县五祖镇的五祖寺。

##### 宗義
在南北朝時期，印度僧人菩提達摩來到中國創立了中國的禪宗，提倡「不立文字，教外別傳；直指人心，見性成佛」的法門，亦成為禪宗基本教義。禪宗認為解脫不在身外，也無須借助經典的指導。解脫之道就在人的內心，只要能夠放下執著，放下自我，便是解脫。

##### 教典
禪宗會以《金剛經》、《六祖壇經》、《圓覺經》、《維摩詰經》作為依據。

##### 修行方法
其修行方法主要為四禪八定，包括為
- 四禪：初禪、二禪、三禪、四禪。
- 四無色定(四空定)：空無邊處定、識無邊處定、無所有處定、非想非非想處定。此四種禪定亦共外道
- 滅盡定：此唯阿那含或阿羅漢的佛教修行者可證得。

九次第定中的四禪四無色定（四禪八定），並不是佛教獨有，在古印度諸宗教中皆有修行。但是滅盡定則佛教獨有，佛教認為九次第定皆是無欲界漏定，但滅盡定只有證阿那含或阿羅漢的佛教聖者才能進入，而第四禪是修行智慧最適合的禪定。
《大般涅盤經》敍述佛陀在拘尸那伽羅娑羅雙樹間入滅前，先進入九次第定，最後才入滅。

##### 分支
根据禅宗传说，菩提達摩为震旦（中国）的禅宗初祖，二祖慧可、三祖僧粲、四祖道信，五祖弘忍，弘忍涅槃後，有兩大弟子神秀、惠能，兩位禪師各據一方，都被尊稱為六祖，分庭抗禮，有北秀南能之稱，这两个传承分别被称为北宗禪和南宗禪。经历了一系列的辩论交锋最终以惠能之徒神会在滑台大会中辩论胜利为标志性事件，以惠能为六祖的南宗后来居上，成为了中國禅宗的主流，「六祖」一詞才定於惠能一身。惠能不再將衣缽獨傳，讓各大弟子自由發揮，其宗派发展到五家七派的规模，蔚为大观。五家七派，主要出於石頭、洪州二宗。溈仰、臨濟二宗出於洪州道一門下，曹洞、雲門、法眼皆出於石頭希遷門下：
- 沩仰宗。百丈懷海門下沩山灵祐及其弟子仰山慧寂创立于湖南宁乡沩山密印寺，慧寂治所在栖隐寺（今江西宜春的太平兴国寺）。
- 临济宗。百丈懷海門下黄蘗希运禅师住持黄蘗寺（在今江西宜丰县）初露端倪，临济义玄从希运学法33年之后往镇州（今河北正定）滹沱河畔建临济院创立。临济宗传至石霜楚圆(986－1039) 门下，又分出黄龙派、杨岐派。
  - 黄龙派。慧南创立。因其住黄龙山（在今江西九江市[修水]县[黄龙]乡）而得名。
  - 杨岐派。方会创立，因住杨岐山（治所在今江西萍乡上栗縣）而得名。後由大慧宗杲光大，傳授話頭禪法，大行於世。
- 曹洞宗。由洞山良与其弟子曹山本寂创立，良价禅师治所在今江西宜丰县洞山，良价的弟子本寂(840－901)在洞山普利院学法数年，后到曹山（今江西宜黄境内）统扬师法，遂使宗风大举。由于良价住洞山，本寂居曹山，所以禅林中把师徒两人创立、弘扬的新禅宗称为“曹洞宗”。後傳於宏智正覺禪師，建立默照禪法。
- 云门宗。文偃创立。因文偃住韶州云门山（在今广东乳源瑶族自治县北）光泰禅院而得名。
- 法眼宗。文益创立。南唐中主李璟赐谥其为“大法眼禅师”而得名。

自唐代以降，禪宗在中國的發展非常興旺，禪宗思想本身也經歷了很大的發展，並對中國的文學、藝術、思想文化等產生了很大的影響，并传入日本、朝鲜半島、越南等漢字文化圈地區。

#### 淨土宗

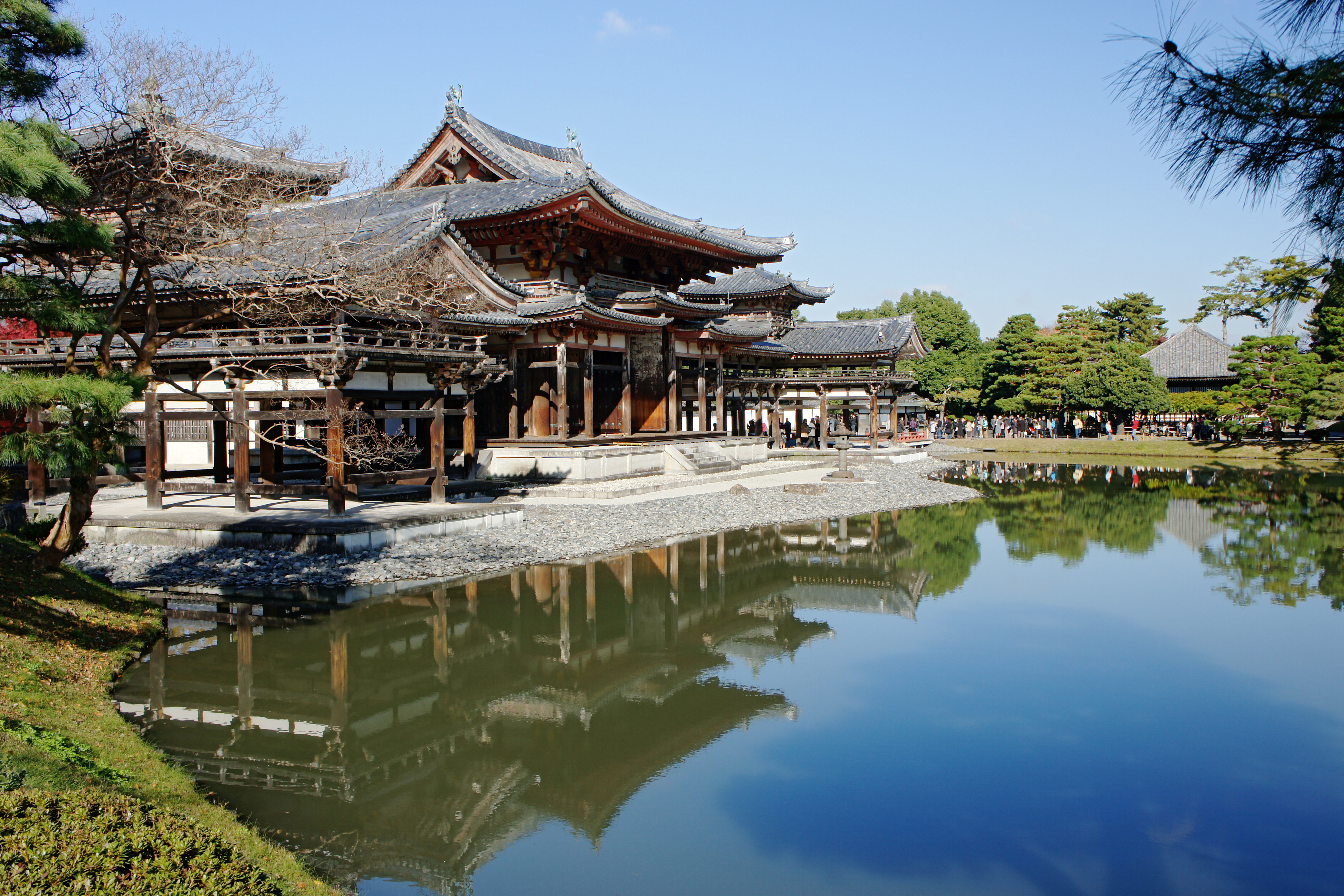
日本京都府宇治市平等院，日本淨土宗寺廟

广义的净土信仰主要包括西方净土信仰、弥勒净土信仰、不動淨土信仰、藥師淨土信仰等等，其共同点在于希望通过诸佛、菩萨的愿力，从这个世界（浊土）死后可以进入诸佛菩萨所在的净土。因此，净土信仰是佛教中特殊提倡他力的信仰形态。在诸多净土的信仰中，以西方净土信仰在中国最为兴盛，并发展为中国佛教八宗之一的“净土宗”。淨土宗因提倡淨土法門而得名。淨土法門主要是對阿彌陀佛和西方極樂世界的信仰，其初祖被认为为东晋慧远或昙鸾，并经道绰、善导等人发挥，进行理论上的论述，而成为一股重要的力量。其祖庭則位于中国陕西省西安市长安区郭杜街道神禾原的香積寺。
净土思想源头虽在印度，而其成为宗派是在中国。其主要内容为依靠阿弥陀佛在修行时所发的四十八个大愿，通过“念佛”而往生西方净土，成为阿弥陀佛的眷属。关于念佛，包括“观想念佛”（念佛三昧）和“持名念佛”（即诵阿弥陀佛名号）二种，学界一般认为观想念佛为早期净土宗的修行方式，而持名念佛则流行于道绰之后。
净土宗对日本佛教有重大的影响，不仅传入了淨土宗，并衍生出了称为净土真宗的重要宗派。對日莲宗、真言宗等宗派的思想亦有影響。

##### 宗義
淨土宗義可概括為：「信受彌陀救度，專稱彌陀佛名；願生彌陀淨土，廣度十方眾生。」意即為「信」、「願」、「行」。相信有阿彌陀佛，並且相信他發了四十八大願，並經已圓滿，這是為信。然後依據《無量壽經》的第十八願生到西方淨土，這是為願。由於有臨終三隨，包括「隨重」、「隨習」及「隨念」，為了確保臨終得以往生，因此每天都會一心不亂稱阿彌陀佛的聖號，這是為「行」。

##### 教典
淨土宗亦會專依淨土五經一論：《阿彌陀經》、《觀無量壽經》、《無量壽經》、《《華嚴經》「普賢菩薩行願品」》、《楞嚴經》「大勢至菩薩念佛圓通章」、《往生論》作為教典。

##### 修行方法
淨土宗依據《無量壽經》及《觀無量壽經》，可分為上、中、下生三輩，而各輩中又有上、中、下三品，因此可以稱為三輩九品。
而淨空法師亦提出，淨土宗修行需依淨業三福作為基礎，包括：孝養父母，奉事師長，慈心不殺，修十善業；二者受持三歸、具足眾戒、不犯威儀；三者發菩提心、深信因果、讀誦大乘、勸進行者。

### 金剛乘佛教
現代學者認為大約在公元6、7世紀，密教興起。有人認為密教是大乘佛教吸收印度原始婆羅門教和性力派的一些思想理論和修行方法後產生的。其教義與大小乘佛教同樣是建立在三法印之上，為了希望迅速成佛，所以在修習大小乘共同道，在出離心、菩提心的基礎上以「持咒」、「觀想」等來修習止觀，從而迅速積累福德和智慧二種資糧。
目前，漢傳佛教的密宗只保留在日本，在中國已經失傳。而在藏傳佛教中密宗則占主流。

### 引用
1. ↑  . 2022-07-05  [2024-11-18]. （原始内容存档于2025-01-21） （美国英语）.
2. ↑  Lee, Axian. . cbetaonline.dila.edu.tw.   [2024-11-18]. （原始内容存档于2024-08-18）.
3. ↑  Peter, Harvey. . Cambridge University Press. 2013  [2015]. ISBN 978-0-521-67674-8. （原始内容存档于2025-01-21）.
4. ↑  .   [2022-03-18]. （原始内容存档于2022-05-24）.
5. 1 2 3  . 皮尤研究中心. 2012-12-18  [2014-08-25]. （原始内容存档于2014-08-28）.
6. ↑  . International Bulletin of Missionary Research. January 2014, 38 (1): 28–29  [2015-06-29]. （原始内容存档于2015-09-24）.
7. 1 2  Status of Global Mission, 2014, in the Context of AD 1800-2025 （页面存档备份，存于）. Gordon–Conwell Theological Seminary
8. 1 2   (PDF).   [2014-08-25]. （原始内容 (PDF)存档于2014-08-26）.
9. ↑  .   [2014-08-25]. （原始内容存档于2014-08-26）.
10. 1 2  .   [2014-08-25]. （原始内容存档于2014-08-26）.
11. ↑  . 人間福報.   [2014-08-25]. （原始内容存档于2014-08-26）.
12. 1 2  .   [2014-08-25]. （原始内容存档于2014-08-26）.
13. ↑  Peter Harvey. . Cambridge University Press. 2012-11-22: 5. ISBN 978-0-521-85942-4.
14. ↑  Lipner, Julius. . Routledge. 2012. ISBN 1135240604, 9781135240608 请检查|isbn=值 (帮助).
15. ↑  Ghanshyam Shah. . Economic and Political Weekly, Vol. 20, No. 3: Economic and Political Weekly. 1985-01-19: 132–136 （英语）.
16. ↑  Robin Rinehart. . ABC-CLIO. 2004: 448  [2008-10-24]. 9781576079058. （原始内容存档于2013-07-31） （英语）.
17. ↑  上座部巴利经典-转法轮经Dhamma cakkapavattana Sutta （页面存档备份，存于）
18. ↑  《正信的佛教》，108自在语（第一集），圣严法师，P12-13
19. ↑  在南傳佛教中，巴利文原文爲Sabba pāpassa akaraṇaṃ, kusalassa upasampadā. Sacitta pariyodapanaṃ, etaṃ buddhāna sāsanaṃ. 有多種翻譯。《教诫巴帝摩卡偈》（ （页面存档备份，存于） （页面存档备份，存于） （页面存档备份，存于））作：莫作一切恶，具足于诸善；净化其自心，此是诸佛教。《佛教的真髓》（財團法人安慧學苑文教基金會附設香光書鄉出版社，2002年11月）P157-160作：不造一切惡，具足諸善行，淨化自心，此是諸佛的教法，在中國上座部佛教的官網 （页面存档备份，存于）上爲：不作諸恶，具足於善；净化自心，此诸佛教。
20. ↑  . 中台世界.   [2009-02-02]. （原始内容存档于2009-02-03） （中文（臺灣））.
21. ↑  . 中台世界.   [2009-02-02]. （原始内容存档于2009-02-03） （中文（臺灣））.
22. 1 2  . 中台世界.   [2009-02-02]. （原始内容存档于2009-02-03） （中文（臺灣））.
23. ↑  《雜阿含經》（八五四）：無明滅則行滅，乃至生滅則老、病、死、憂、悲、惱、苦滅，如是苦陰滅。
24. ↑  Lee, Axian. . cbetaonline.dila.edu.tw.   [2024-11-18]. （原始内容存档于2024-07-07）.
25. 1 2  《雜阿含經》（四九）：佛告阿難：「善哉！善哉！應如是答。所以者何？色是生滅法，受、想、行、識是生滅法。知色是生滅法者，名為知色；知受、想、行、識是生滅法者，名為知識。」
26. ↑  《雜阿含經》（九）：爾時，世尊告諸比丘：「色無常，無常即苦，苦即非我，非我者亦非我所。如是觀者，名真實正觀。如是受、想、行、識無常，無常即苦，苦即非我，非我者亦非我所。如是觀者，名真實觀。」
27. ↑  《別譯雜阿含經》（一〇二）：一時，佛在優樓頻螺聚落，泥連河側菩提樹下，成佛未久。佛於樹下，獨坐思惟，而作是念：「唯有一道，能淨眾生，使離苦惱，亦能除滅不善惡業，獲正法利，所言法者，即四念處。云何名為四念處耶？觀身念處、觀受念處、觀心念處、觀法念處。若人不修四念處者，為遠離賢聖之法，遠離聖道。若離聖道，即遠離甘露。若遠離甘露，則不免生老病死、憂悲苦惱。如是等人，我說終不能得離於一切諸苦。若修四念處，即親近賢聖法者，若親近賢聖法，即親近賢聖道。若親近賢聖道，即親近甘露法。若親近甘露法，即能得免生老病死、憂悲苦惱。若免生老病死、憂悲苦惱，如是等人，即說離苦。」
28. ↑  《雜阿含經》（九）：爾時，世尊告諸比丘：「色無常，無常即苦，苦即非我，非我者亦非我所。如是觀者，名真實正觀。如是受、想、行、識無常，無常即苦，苦即非我，非我者亦非我所。如是觀者，名真實觀。」「聖弟子！如是觀者，厭於色，厭受、想、行、識，厭故不樂，不樂故得解脫。解脫者真實智生：『我生已盡，梵行已立，所作已作，自知不受後有。』」
29. ↑  明昆尊者《南傳菩薩道》：辟支菩薩（未來辟支佛）必須修習波羅蜜長達兩阿僧祇與十萬大劫。如果他們修習波羅蜜的時期少過兩個阿僧祇與十萬大劫，他們是不可能成為辟支佛的。
30. ↑  明昆尊者《南傳菩薩道》：在這部經的註釋中也有解釋為何佛陀的出世是非常稀有的。單只說到十波羅蜜中的佈施波羅蜜，我們是不可能只修了一次，或兩次，或十次，或二十次，或五十次，或一百次，或一千次，或十萬次，或一千萬次，或十億次，或一千億次，或十萬億次就可成佛的。同樣地，我們是不可能只修了一天，或兩天，或十天，或二十天，或五十天，或一百天，或一千天，或十萬天，或十億天，或一個月，或兩個月，或十萬億個月，或一年，或兩年，或十萬億，或一個大劫，或兩個大劫，或十萬億個大劫，或一阿僧祇大劫，或兩阿僧祇大劫，或三阿僧祇大劫就可成佛。（其他的波羅蜜，即持戒、出離、智慧、精進、忍辱、真實、決意、慈與捨也是同樣的情形。）事實上最短的期限是四阿僧祇與十萬大劫。只有在這麼久的時間裡，非常恭敬、熱誠、認真、透徹與毫無間斷地圓滿諸波羅蜜之後才能成佛。這就是為什麼佛陀的出世是非常稀有的原因。這部經的疏鈔也強調只有至少修習諸波羅蜜四阿僧祇與十萬大劫之後才能成佛。除此之外，是沒有其他方法的。這是為何佛陀的出世是非常稀有的。
31. ↑  《雜阿含經》（四九八）：佛告舍利弗：「如是，如是。舍利弗！過去、未來、今現在佛悉斷五蓋惱心，慧力羸、墮障礙品、不向涅槃者，住四念處，修七覺分，得阿耨多羅三藐三菩提。」
32. ↑  明昆尊者《南傳菩薩道》：然而，作為菩薩所修習的第四個波羅蜜的智慧，應該只是包括了道果智與一切知智之前的智慧。在此並沒有關係到菩薩在最後一世所證悟的智慧。在直到最後一世之前，菩薩所修的智慧波羅蜜只是到達觀智的行捨智的第一部份。後面部份的行捨智將會直接導向道智。所以在最後一世之前菩薩並不會嘗試去跨越第一部份，因為若他如此做，他就會證悟道果而成為聖者，以及證入涅槃。這樣他就不能成佛。因此我們應注意到菩薩所修的智慧波羅蜜只到行捨智的第一部份而已。
33. ↑  馬哈希尊者《毗婆舍那講記》 （页面存档备份，存于）：菩薩觀見三界內外一切法之生、滅，藉此修習毗婆舍那。所以佛陀說：菩薩觀五取蘊生滅，依序引發諸毗婆舍那智，接著，先以「預流道」，證知涅槃。其後，他以同樣的方式修習毗婆舍那，並藉由「一來道」證知涅槃。再者，他又繼續修習毗婆舍那，再依「不還道」證知涅槃。然後，他又繼續修毗婆舍那，以稱為「漏盡智」的「阿羅漢道」證知涅槃，成為具備「一切知智」的佛陀。
34. ↑  . www.ddm.org.tw.   [2025-01-04]. （原始内容存档于2025-01-21）.
35. ↑  Linda Kay Davidson; David M. Gitlitz. . ABC-CLIO. 2002  [2025-01-03]. ISBN 978-1-57607-004-8.
36. ↑  .   [2025-01-04]. （原始内容存档于2025-01-21） （美国英语）.
37. ↑  . 百度. 2025-01-03  [2025-01-04]. （原始内容存档于2024-04-13） （中文）.
38. ↑  《俱舍论》：所言成劫、谓从风起、乃至地狱始有情生。谓此世间灾所坏已；二十中劫，唯有虚空。过此长时，次应复有等住二十，成劫便至。一切有情业增上力，空中渐有微细风生；是器世间将成前相。风渐增盛，成立如前所说风轮水金轮等。然初成立大梵王宫，乃至夜摩宫。后起风轮等。是谓成立外器世间。初一有情，极光净没，生大梵处，为大梵王。后诸有情、亦从彼殁。有生梵辅，有生梵众，有生他化自在天宫，渐渐下生、乃至人趣俱卢牛货胜身赡部，后生饿鬼傍生地狱。法尔后坏，必最初成。若初一有情，生无间狱，二十中成劫，应知已满。
39. ↑  《世纪经》（起世经异译本）：诸比丘，世间转已，如是成时，诸众生等，多得生于光音天上，是诸众生，生彼天时，身心欢愉，喜悦为食，自然光明，又有神通，乘空而行，得最胜色，年寿长远，安乐而往。诸比丘，尔时世间转坏已成，空无有物，诸梵宫中，未有众生。光音天上，福业尽者，乃复下生梵宫殿中，不从胎生，忽然化出，此初梵天名娑诃波帝。尔时，复有诸餘众生，福寿尽者，从光音天，舍身命已，安于此生，身形端正，喜悦住持，以为饮食，自然光明，有神通力，腾空而行，身色最胜，即于其间，长久住持，彼诸众生于是住时。无有男女。无有良贱。唯有此名。名曰众生众生也。
40. ↑  《世纪经》：此大地上出生地肥，周遍凝住，譬如有人熟煎乳汁，其上便有薄膜停住，亦如水膜，停住水上，如是如是。复于后时，此大地上所生地肥，凝然停住，渐如钻酪，成就生酥，有如是等形色相貌，其味甘美，犹如上蜜。尔时众生其中忽有性贪嗜者，作如是念：我今亦可以指取此，试复尝之，令我得知，此是何物？时彼众生作是念已，即以其指深齐一节，沾取地味，吮而尝之，尝已意喜。如是一沾一吮，乃至再三，即生贪者，次以手抄，渐渐手掬，后遂多掬，恣意食之。时彼众生，如是抄掬，恣意食时，复有无量其餘诸人，见彼众生如是食噉，亦即相学，竞取而食。”诸比丘，彼诸众生，取此地味，食之不已，其身自然渐渐涩恶，皮肤变厚，颜色暗浊，形貌致异，无复光明，亦更不能飞腾虚空，以地肥故，神通灭没。
41. ↑  《增一阿含经》：彼时天子欲意多者，便成女人，遂行情欲，共相娱乐。
42. ↑  《巴利律藏·附隨·第三等起攝頌》 （页面存档备份，存于）：「一切眾生之慈愍者，一切有情之最尊者，獅子之鴦耆羅娑釋迦牟尼，宣說三藏，有經、論及大功德之律。」參見巴利原文 （页面存档备份，存于）
43. ↑  中部32經 （页面存档备份，存于）、中部69經 （页面存档备份，存于）、長部34經 （页面存档备份，存于）、增支部3集141經 （页面存档备份，存于）、增支部3集142經 （页面存档备份，存于）、增支部3集143經 （页面存档备份，存于）、增支部6集60經 （页面存档备份，存于）、增支部10集98經 （页面存档备份，存于）
44. ↑  . （原始内容存档于2017-12-31）. 燃燈世尊之後，經一阿僧祇劫，憍陳如佛出世。佛行三度弟子之集會。第一集會一兆人，第二集會百億人，第三集會九億人。爾時菩薩為轉輪王，名甚勝者。向佛及一兆比丘眾行大施食。佛向菩薩預言：「汝未來世，當得作佛。」彼聞佛說法，以國事托付大臣等而出家。彼學三藏，得八定及五神通，修禪不怠，生梵天界。

此佛之後，有弗沙佛之出世。此佛亦三次行弟子之集會，第一集會六百萬，第二集五百萬，第三集三百二十萬比丘。爾時菩薩名已勝者王，棄大王國，於佛處出家。學三藏，為大眾說法，完成戒波羅蜜，佛亦與彼豫言。

此佛之後，有迦葉佛之出世。佛亦有一次弟子之集會，集三萬之比丘。爾時青年菩薩名光護，通達三種吠陀奧義，善知地上與天界，為陶器師作瓶之友。彼與其友俱詣佛所，聞法話而出家，精進努力，修學三藏，遂行大小義務，為佛教添加光彩。佛亦授彼豫言。

於第四七日間，天人等在菩提樹之西北方設「寶之家」，佛於此處結跏趺坐，詳察導人入涅槃及一切物根源之阿毘曇藏，經過七日。其後通阿毘曇諸人為兩種說明，即：「寶之家乃作寶之家，或謂佛會得七論之處為寶之家。」此二說明，於此處皆為相應，兩者均可採用。自此以來，其處被稱之為「寶家之祠」。
45. ↑  Bhikkhu Karmananda Tanchangya. . Buddhistdoor. 2013-04-19  [2018-11-07]. （原始内容存档于2016-03-02）.轉載Bodhi Journal, Issue 6, December 2007
46. ↑  Bhikkhu Sujato; Bhikkhu Brahmali. . Journal of the Oxford Centre for Buddhist Studies (牛津大學佛教研究中心). November 2013, 5  [2015-06-29]. （原始内容存档于2015-04-21）.
47. ↑  Lewis Lancaster. . Lindsay Jones; Mircea Eliade; Charles J Adams  (编). . volume 2 2nd. Detroit, MI: Macmillan Reference. 2005: 1252.（英文）
48. ↑  《四分律》：过去诸佛着如是衣，得成佛道；未来诸佛亦当着如是衣，得成佛道。
49. ↑  《中部》41經沙拉經 （页面存档备份，存于）他捨斷邪淫後，是離邪淫者：他不與那些[被母親守護、被父親守護、被兄弟守護、被姊妹守護、被親族守護、被氏族守護、被法守護、有夫、有懲罰保護、乃至被套過花環（訂婚）]的女子性交。
50. ↑  James A. Benn; Lori Meeks; James Robson. . Routledge. 2009-09-10: 151–152. ISBN 978-1-134-00991-6.
51. ↑  郭良鋆, , 《南亚研究》1988年 第2期,   [2019-02-12], （原始内容存档于2019-02-12）
52. ↑  李谋, , 《东方论坛：青岛大学学报》1999年 第3期,   [2019-02-12], （原始内容存档于2019-02-12）
53. ↑  张先堂, , 《敦煌研究》 1996年04期,   [2019-02-12], （原始内容存档于2019-02-12）
54. ↑  《開經偈》：無上甚深微妙法，百千萬劫難遭遇。我今見聞得受持，愿解如來真實義。
55. ↑  周慶華, , 里仁書局,   [2019-02-19], ISBN 9578352425, （原始内容存档于2019-02-12）
56. ↑  孫昌武, , 上海人民出版社,   [2019-02-19], ISBN 9787208069602, （原始内容存档于2019-02-12）
57. ↑  谭桂林, , 《中国社会科学》2013年 第4期,   [2019-02-12], （原始内容存档于2019-02-13）
58. ↑  《佛學研究》文章〈佛滅系年的考察——回顧與展望〉 （页面存档备份，存于）：即使如此重要，但佛滅系年的推定卻一直是學術界最為困擾的問題之一，較為保守的估計，也有數十種上下相差近千年的不同推算法。尤其是重要的是，起碼就筆者有限的知識范圍之內，華人世界的佛陀涅槃年代，尤其是大陸華語佛教研究界或許是受呂澂先生的研究影響，大致以公元480年左右的眾圣點記為核心。
59. ↑  . National Geographic Magazine.   [2011-10-24]. （原始内容存档于2011-10-11）.
60. ↑  .   [2012-04-26]. （原始内容存档于2012-05-03）.
61. ↑  . Maps of War. 2006-11-12  [2011-10-24]. （原始内容存档于2011-10-28）.
62. ↑  .   [2013-07-31]. （原始内容存档于2013-06-18）.
63. ↑  .   [2008-12-10]. （原始内容存档于2008-12-14）.
64. ↑  .   [2011-10-24]. （原始内容存档于2020-11-14）.
65. ↑  .   [2012-04-26]. （原始内容存档于2008-12-14）.
66. ↑  .   [2011-10-24]. （原始内容存档于2011-10-03）.
67. ↑  .   [2014-08-25]. （原始内容存档于2014-08-26）.
68. 1 2  .   [2014-08-25]. （原始内容存档于2014-08-26）.
69. ↑   (PDF).   [2014-08-25]. （原始内容存档 (PDF)于2020-10-19）.
70. ↑  The world's living religions page 335
71. ↑  An introduction to Hinduism page 76
72. ↑  Sources of Japanese Tradition: From earliest times through the sixteenth century page 101
73. ↑  Sangharakshita. . Motilal Banarsidass Publishe. 2006: 164  [2021-04-15]. ISBN 978-81-208-3023-3. （原始内容存档于2021-05-14）.
74. ↑  Moudgil, Manu. . TheQuint. 2017年6月17日  [2020年8月24日]. （原始内容存档于2020年12月14日）.
75. ↑  . 2017年7月2日  [2020年8月24日]. （原始内容存档于2020年9月3日）.
76. ↑  . www.census2011.co.in.   [2020-08-24]. （原始内容存档于2020-12-12）.
77. ↑  
《魏书·释老志》：“汉武帝遣霍去病讨匈奴，获休屠王金人，以为大神，列于甘泉宫，不祭祀，但烧香礼拜而已。此则佛道流通之渐也。张骞使大夏，传其旁有身毒国，一名天竺，始闻有浮屠之教。哀帝元寿元年，博士弟子秦景宪受大月氏王使伊存口授浮屠经，中国闻之，未信了也。后明帝夜梦金人，项有白光，飞行殿庭，乃访群臣，傅毅始以佛对。帝遣郎中蔡愔等使天竺，写浮屠遗范，仍与沙门摄摩腾、竺法兰东还洛阳，中国有沙门跪拜之法自此。”

东晋袁宏撰集《后汉纪·孝明皇帝纪·下》：“初，帝梦见金人长大，项有日月光，以问群臣。或曰西方有神，其名曰佛，其形长大。陛下所梦，得无是乎于是遣使天竺而问其道术，遂于中国而图其形象焉。有经数千万言，以虚无为宗，苞罗精粗，无所不统，善为宏阔胜大之言，所求在一体之内，而所明在视听之外，世俗之人，以为虚诞，然归于玄微深远，难得而测，故王公大人观死生报应之际，莫不矍然自失！”

南朝宋时期的历史学家范晔编撰的《后汉书·卷四十二·光武十王列传》也引袁宏语：“浮屠，佛也，西域天竺國有佛道焉。佛者，漢言覺也，將以覺悟腢生也。其教以修善慈心為主，不殺生，專務清靜。其精者為沙門。沙門，漢言息也，蓋息意去欲而歸於無為。又以為人死精神不滅，隨復受形，生時善惡皆有報應，故貴行善修道，以煉精神，以至無生而得為佛也。佛長丈六尺，黃金色，項中佩日月光，變化無方，無所不入，而大濟腢生。初，明帝夢見金人長大，項有日月光，以問腢臣。或曰：『西方有神，其名曰佛。陛下所夢，得無是乎？』於是遣使天竺，問其道術而圖其形像焉。”
78. ↑   . 维基文库 （中文）.
79. 1 2  《魏书·释老志》：“世祖初继位，亦遵太祖、太宗之业，每引高德沙门，与共谈论。……及得寇谦之道，帝以清净无为，有仙化之证，遂信行其术。时司徒崔浩，博学多闻，帝每访以大事。浩奉谦之道，尤不信佛，与帝言，数加非毁，常谓虚诞，为世费害，帝以其辩博，颇信之。”
80. ↑  《魏书·世祖纪下》：“会盖反杏城，关中骚动，帝乃西伐，至于长安。先是长安沙门种麦于寺内，御驺牧马于麦中，帝入观马。沙门饮从官酒，从官入其便室，见大有弓矢矛盾。出以奏闻。帝怒曰：‘此非沙门所用，当与盖吴通谋，规害人耳！’命有司徒案诛一寺，阅其财产，大得酿酒具及州郡牧守、富人所寄藏物，盖以万计。又为屈室，与贵室女私行淫乱。帝既忿沙门非法，浩时从行，因进其说。诏诛长安沙门，焚破佛像。”
81. ↑  《滅佛法詔》：“有司宣告征镇诸军、刺史，诸有佛图形象及胡经，尽皆击破焚烧，沙门无少长悉坑之。”
82. ↑  《梁高僧傳·卷十》：“以伪太平七年遂毁灭佛法，分遣军兵烧掠寺舍，统内僧尼悉令罢道，其有窜逸者，皆遣人追捕，得则必枭斩，一境之内无复沙门。”
83. ↑  《魏书》：“诸有佛图、形像及胡经，尽皆击破、焚毁；沙门无少长，悉坑之！”
84. ↑  《斷酒肉文》 （页面存档备份，存于）二十三日。會其後諸僧尼。或猶云
。律中無斷肉事及懺悔食肉法。其月二十九日。又勅請義學僧一百四十一人義學尼五十七人。於華林華光殿使莊嚴寺法超。奉誠寺僧辯。光宅寺寶度等三律師。昇高座御席地施座。餘僧尼亦爾。

制旨問法超等三律師曰。古人云。止沸莫若去薪。息過莫若無言。弟子無言乃復甚易。但欲成人之美使佛種相續與諸僧尼共弘法教。兼即事中亦不得默已。故今集會於大眾前。求律中意。聞諸。

僧道。律中無有斷肉法。又無懺悔食肉法。
85. ↑  《大般涅槃經》：爾時，迦葉菩薩白佛言：「世尊！食肉之人不應施肉。何以故？我見不食肉者有大功德。」

佛讚迦葉：「善哉，善哉。汝今乃能善知我意，護法菩薩應當如是。善男子！從今日始，不聽聲聞弟子食肉。若受檀越信施之時，應觀是食如子肉想。」

迦葉菩薩復白佛言：「世尊！云何如來不聽食肉？」

「善男子！夫食肉者，斷大慈種。」
86. ↑  聖嚴法師《律制生活》佛教的飲食規制：制斷肉食，皆出大乘經律，小乘國家未能見到大乘經律，故未斷除肉食，也是很難怪的，我們不必攻擊他們。即在我們中國的佛教，從東漢開始，直到梁武帝時，所有的僧侶弟子，均未斷除肉食，到了梁武帝捨道信佛，聽了《涅槃經》以後，便極力主張素食，從他本人開始，並勸一切僧俗佛子，皆斷肉食，他以朝廷的力量，來影響社會，所收的效果，自然很大。從此之後，中國佛教的素食主義，也就形成風尚了。
87. ↑  張起鈞、吳怡. . : 頁三一〇.
88. ↑  .   [2012-10-13]. （原始内容存档于2010-12-07）.
89. 1 2  赵轶峰. . 《古代文明》. 2007年, (第2期)  [2014-09-01]. （原始内容存档于2016-03-04）. 简明摘要.
90. ↑  參見《中國哲學史》，胡適著，吉林出版社，2017
91. ↑  . 皮尤研究中心. 2014-08-12  [2017-04-28]. （原始内容存档于2017-04-26）.（英文）
92. ↑  Jane Lampman. . 《基督教科學箴言報》. 2006年9月14日  [2014-03-13]. （原始内容存档于2014-03-14）.（英文）
93. ↑  Jahnabi Barooah. . 《赫芬頓郵報》. 2012-11-10  [2014-03-13]. （原始内容存档于2014-03-14）.（英文）
94. ↑  . 歐洲佛教聯盟.   [2017-04-28]. （原始内容存档于2011-09-28）.（英文）
95. ↑  J. Gordon Melton; Martin Baumann.  2nd. ABC-CLIO. 2010-09-21: 1017. ISBN 978-1-59884-204-3.
96. ↑  . 皮尤研究中心. 2015-04-02  [2017-04-28]. （原始内容存档于2017-04-29）.（英文）
97. ↑  莊崑木譯，平川彰著《印度佛教史》第3章〈初期的大乘佛教〉：「大乘」是Mahayana（摩訶衍）的譯語，意為「大的交通工具（車）」；「小乘」是Hinayana的譯語，意為「小的交通工具」，而且Hina原意為「被丟棄的」，也有「卑下」、「劣等」的意思，所以Hinayana（小乘）是一種輕視的稱呼，大乘教徒輕視部派佛教，所以才會這樣稱呼他們。換句話說，不可能有教團自稱「小乘」。大乘教徒所稱的「小乘」，不知道是指整個部派佛教？還是指其中一部分？從《大智度論》等看來，其中所破斥的似乎專指毗婆沙師，亦即說一切有部。事實上，有部似乎真的被視為是小乘的代表，這件事也可以從大乘經典中廣為確定，但是不知道大眾部和上座部是否也被包括在「小乘」的範疇內？」
98. ↑  參見吕澂《中國佛學源流略講》、《印度佛學源流略講》等書
99. ↑  印順法師在《妙雲集》中評論“密教具有印度教性力派教義。”

## 延伸阅读
[在维基数据编辑]
 《欽定古今圖書集成·博物彙編·神異典·釋教部》，出自陈梦雷《古今圖書集成》

### 中文書籍
- 方立天. . 中華人民共和國: 宗教文化出版社. 2004. ISBN 9787801232281 （中文（中国大陆））.
- 賴永海. . 中華人民共和國: 上海古籍出版社. 2000. ISBN 9787532528707 （中文（中国大陆））.
- 任繼愈. . 中國社會科學出版社. ISBN 7500401787.
- 《佛教入門》-聖嚴法師著 法鼓文化出版
- 《正信的佛教》-聖嚴法師著 法鼓文化出版
- 《學佛群疑》-聖嚴法師著 法鼓文化出版
- 《學佛知津》-聖嚴法師著 法鼓文化出版
- 《聖者的故事》-聖嚴法師著 法鼓文化出版
- 《念佛生淨土》-聖嚴法師著 法鼓文化出版
- 《神通與人通-宗教人生》-聖嚴法師著 法鼓文化出版
- 《制律生活》-聖嚴法師著 法鼓文化出版
- 《佛法綱要：四聖諦、六波羅蜜、四弘誓願講記》-聖嚴法師著 法鼓文化出版
- 《菩薩行願：觀音、地藏、普賢菩薩法門講記》-聖嚴法師著 法鼓文化出版
- 《三十七道品講記》-聖嚴法師著 法鼓文化出版
- 《佛陀遺教：四十二章經、佛遺教經、八大人覺經講記》-聖嚴法師著 法鼓文化出版
- 《觀音妙智：觀音菩薩耳根圓通法門講要》-聖嚴法師著 法鼓文化出版
- 《自家寶藏：如來藏經語體譯釋》-聖嚴法師著 法鼓文化出版
- 《華嚴心詮：原人論考釋》-聖嚴法師著 法鼓文化出版
- 《福慧自在：金剛經生活》-聖嚴法師著 法鼓文化出版
- 《修行在紅塵：維摩經六講》--聖嚴法師著 法鼓文化出版
- 《心的經典：心經新釋》-聖嚴法師著 法鼓文化出版
- 《48個願望：無量壽經講記》-聖嚴法師著 法鼓文化出版
- 《探索識界：八識規矩頌講記》-聖嚴法師著 法鼓文化出版
- 《絕妙說法：法華經講要》-聖嚴法師著法鼓文化出版
- 《天台心鑰：教觀綱宗貫註》-聖嚴法師著 法鼓文化出版

### 外文書籍
- Bechert, Heinz & Richard  Gombrich (ed.) (1984). The World of Buddhism, Thames & Hudson.
- Cousins, L. S. . Journal of the Royal Asiatic Society. 1996,. Series 3 (6.1): 57–63  [2007-07-11]. （原始内容存档于2010-12-24）.; reprinted in Williams, Buddhism, volume I; NB in the online transcript a little text has been accidentally omitted: in section 4, between "... none of the other contributions in this section envisage a date before 420 B.C." and "to 350 B.C." insert "Akira Hirakawa defends the short chronology and Heinz Bechert himself sets a range from 400 B.C."
- Davidson, Ronald M. . New York: Columbia University Press. 2003. ISBN 0231126190.
- de Give, Bernard. . Les Indes savants. 2006. ISBN 2846540365 （法语）.
- Gethin, Rupert. . Oxford University Press. 1998. ISBN 978-0-19-289223-2.
- Harvey, Peter. . Cambridge University Press. 1990. ISBN 978-0-521-31333-9 （英语）.
- Lamotte, Étienne (trans. from French). . 由Sara Boin翻译. London: Pali Text Society. 1976: XCIII. ISBN 0710085400.
- Skilton, Andrew. . Windhorse Publications. 1997  [2008-11-14]. ISBN 0904766926. （原始内容存档于2015-03-20）.
- Williams, Paul. . London: Routledge. 1989.
- Williams, Paul (ed.) (2005). Buddhism: Critical Concepts in Religious Studies, 8 volumes, Routledge, London & New York.
- Armstrong, Karen. . Penguin Books. 2001: 187. ISBN 0-14-303436-7 （英语）.
- Buswell, Robert E. (ed.). . MacMillan Reference Books. 2003. ISBN 978-0028657189 （英语）.
- Coogan, Michael D. (ed.). . Oxford University Press. 2003. ISBN 978-1-84483-125-8 （英语）.
- Donath, Dorothy C. . Julian Press. 1971. ISBN 978-0-07-017533-4 （英语）.
- Gunaratana, Bhante Henepola. . Wisdom Publications. 2002. ISBN 978-0-86171-321-9 （英语）. Also available on this websites: saigon.com urbandharma.org （页面存档备份，存于） vipassana.com （页面存档备份，存于）
- Juergensmeyer, Mark. . Oxford Handbooks in Religion and Theology. Oxford University Press. 2006. ISBN 978-0195137989 （英语）.
- Lowenstein, Tom. . Duncan Baird Publishers. 1996. ISBN 978-1-903296-91-2 （英语）.
- Kohn, Michael H. (trans.). . Shambhala. 1991. ISBN 978-0-87773-520-5 （英语）.
- Morgan, Kenneth W. (ed), The Path of the Buddha: Buddhism Interpreted by Buddhists, Ronald Press, New York, 1956; reprinted by Motilal Banarsidass, Delhi; distributed by Wisdom Books
- Nattier, Jan. . University of Hawai'i Press. 2003. ISBN 978-0-8248-2607-9 （英语）.
- Robinson, Richard H., and Johnson, Willard L. . Wadsworth Publishing. 1982. ISBN 978-0-534-01027-0.
- Sinha, H.P. . Motilal Banarasidas Publ. 1993. ISBN 978-81-208-2144-6.
- Smith, Huston; Phillip Novak. . HarperSanFrancisco. 2003. ISBN 978-0060730673.
- Thanissaro Bhikkhu.  3rd ed., rev. 2001  [2008-11-14]. （原始内容存档于2013-06-22）.
- Thich Nhat Hanh. . Broadway Books. 1974. ISBN 0-7679-0369-2.
- Thurman, Robert A. F.（translator）. . Pennsylvania State University Press. 1976. ISBN 978-0-271-00601-7.
- Walpola Rahula. . Grove Press. 1974. ISBN 0-8021-3031-3.
- White, Kenneth. . The Edwin Mellen Press. 2005. ISBN 0-7734-5985-5.
- Yamamoto, Kosho (translation), revised and edited by Dr. Tony Page. . (Nirvana Publications 1999-2000).
- Yin Shun, Yeung H. Wing (translator). . Wisdom Publications. 1998. ISBN 978-0-86171-133-8.
- Indian Books Centre. .
- Ranjini. . Buddhist Stories of the Thirteenth Century (Sri Satguru Publications).

## 外部連結
- 臺灣大學佛學數位圖書館暨博物館（Digital Library & Museum of Buddhist Studies） （页面存档备份，存于）
- 政治大學佛教哲學論壇 (Chengchi Buddhist Philosophy Forum) （页面存档备份，存于）
- 色即是空，空即是色 (harveyleung.com) （页面存档备份，存于）
- 《毗婆舍那講記》《帝釋所問經講記》（页面存档备份，存于） 馬哈希尊者
- 《南傳菩薩道》（页面存档备份，存于） 明昆尊者
- 府城佛教網 （页面存档备份，存于）